# 元朝
元朝（中古蒙古語：ᠳᠠᠢ
 ᠦᠨ
 ᠤᠯᠤᠰ，現代蒙古語：ᠶᠤᠸᠠᠨ
 ᠤᠯᠤᠰ，1260年或1271年－1368年9月14日），国号大元（详见国号一节），又称蒙元、皇元，是中國歷史上由蒙古族所建立的王朝。中統元年（1260年），忽必烈自立為「大蒙古國皇帝」，後於至元八年（1271年）取儒士劉秉忠建議，取《易經》“大哉乾元”之意，定漢文國號為「大元」，改蒙古語国号「大蒙古国」為「大元大蒙古国」，定都於漢地大都（今北京市），建立元朝。自此，蒙古大汗同時也被尊為中國皇帝。至元十六年（1279年）元軍攻滅南宋殘餘勢力，征服整個中國，共11位皇帝，國祚97年。
元朝的基础為乞颜部族的首领铁木真于统一漠北诸部族后建立的大蒙古國。早年漠北诸部向金朝称臣纳贡，然而此後金朝與西夏均走向衰落，铁木真于1206年被诸部尊为“成吉思汗”。成吉思汗先後攻打西夏與金朝，並於元太祖二十二年（1227年8月）七月攻滅西夏、元太宗六年正月初十日（1234年2月9日）攻滅金朝，取得中国華北地区和黄土高原地区。同一时间，大蒙古国在西方不断扩张，先後發動三次大規模西征，形成稱霸歐亞大陸的国家，通称蒙古帝國（Mongol Empire）。
元憲宗九年（1259年），第四代蒙古大汗蒙哥（拖雷長子）於征伐南宋的戰爭中在四川合州釣魚城去世後，領有漢地、主張漢化、陪同主持对南宋战争的忽必烈（拖雷第四子）與受漠北蒙古貴族擁護的阿里不哥（拖雷第七子）為了爭奪汗位而發生战争，最後忽必烈於1264年獲勝，而蒙古帝国也趨向分裂出四大汗國，時而完全獨立自理，時而承認宗主自治。中統元年（1260年），忽必烈召集擁護自己的蒙古宗王，在開平府召開忽里勒台大會，即位大汗，建號「中統」，意即「中原正統」。至元八年（1271年），忽必烈取《周易》“乾元”之语，公佈《建國號詔》，建立汉语國號為大元，史称元朝，忽必烈即元朝的开国皇帝，庙号元世祖。至元十六年（1279年）元朝攻滅南宋，統治全中國地區，结束自窝阔台攻宋以来40多年的蒙宋戰爭。元世祖到元武宗期間元朝國力鼎盛時期，軍事上平定西北，但在侵略日本、东南亚诸国卻屢次失利，其中在元日戰爭中艦隊遇上“神風”而战败。元中期皇位之争愈演愈烈、政治动荡不安，诸帝施政亦不甚如意。元順帝晚期，由於怠于政事、滥发纸币导致通货膨胀、為了治理氾濫的黄河又加重徭役，最後导致至正十一年（1351年）爆發紅巾軍起事。至正二十八年（1368年），朱元璋建立明朝後，派徐達北伐攻陷大都，元朝在中原的统治結束。元廷退居漠北，史称北元。北元後主天元十年（1388年）去大元国号（一说1402年元臣鬼力赤篡位建鞑靼而去號，这些明代蒙古残余势力被明朝称为「北虏」），北元亡。
元朝建立后，承袭了蒙古帝國在中国北方、蒙古高原以及西伯利亚部分地区的領土，但蒙古帝國西征而来的土地大多不在元朝實際控制的统治范围之内，而是由其家族各自組建的四大汗國獨立掌握。元朝领土經過多次擴展後，於至大二年（1309年）元武宗時期達到全盛，西到吐鲁番，西南包括西藏、云南及缅甸北部，东到日本海，北至都播南部與北海、鄂畢河東部，被譽稱「东尽辽左西极流沙，北逾阴山南越海表，汉唐极盛之时不及也」；其藩屬國涵蓋高麗與東南亞各國。另外在元朝至元成宗时，经过一系列战争和协商，获得欽察汗國、察合台汗國、窩闊台汗國與伊兒汗國等四大汗國承认为宗主國，並認同元朝皇帝为名义上的“蒙古大汗”的继任者。
元朝在經濟方面仍以農業為主，整體生產力向前發展，尤其是邊陲地區的經濟發展最為顯著，在生产技术、垦田面积、粮食产量、水利兴修以及棉花广泛种植等方面仍然取得一定進步。過往蒙古人是游牧民族，草原时期以畜牧为主，经济单一，无所谓土地制度。攻滅金朝后，在耶律楚材勸諫下，窩闊台汗同意復甦农业，鼓勵漢人墾殖以期長治久安。元世祖即位之后，实行了鼓励生产、安抚流民的措施。到元朝時，由於经济作物棉花不断推广種植，與棉纺织品在江南一带都比较興盛。经济作物商品性生产的发展，就使当时基本上自给自足的农村经济，在某些方面渗入商品货币经济关系。但是，由於元帝集中控制大量的手工业工匠，经营日用工艺品的生产，官营手工业特别发达，对民间手工业则有限制。
元朝對中國傳統文化的影響大過對社會經濟的影響。不同於中国历史上其他征服王朝為了提升本身文化而積極吸收中華文化，元朝皇室对于宗教兴趣浓厚，极力推崇藏傳佛教并支持伊斯蘭教和景教的传播，对中華文化则采取与中亚和西亞文化并重的模式进行发展。在政治上，政府大量使用色目人。雖然元朝前期沒有系統性舉辦科舉，但对儒家文化有着应有的尊重，並且將儒家推廣至邊遠地區，元朝创建了24,400所各级官学，使全国平均每2,600人即拥有一所学校的政绩，创造了「書院之设，莫盛于元」的历史记录。由於士大夫文化式微，意味宋朝顯貴的傳統社會秩序已經崩潰。這使得在士大夫文化底下，屬於中下層的庶民文化反而有機會迅速的抬頭並普及。這個現象在政治方面是重用胥吏，在藝術與文學方面則是發展以庶民為對象的戲劇與藝能，其中以元曲最為興盛。

## 国号
元朝的汉文国号「大元」出自《易经·乾卦》“大哉乾元，万物资始，乃统天”，意為“蓬勃盛大的乾元之气，是万物所赖以创始化生的动力资源，统贯于天道运行之中”。1271年12月18日，忽必烈汗公布《建国号诏》，宣布國號為大元。元朝是中国历史上第一个把“大”字加于正式国号之中的统一王朝，此前除了仅统治了华北地区的辽朝、金朝外，之前各朝的“大”字均为尊称。
關於元朝的蒙古文國號，考古并未發現有完全统一的用法，而是有多種稱呼：
1. 大元國，蒙古語寫作「ᠳᠠᠢ
 ᠦᠨ
 ᠤᠯᠤᠰ」（八思巴文：ꡊꡝꡞ ꡝꡡꡋ 
ꡖꡟ ꡙꡟꡛ，鮑培轉寫：Dai Ön Ulus，西里爾：）或者「ᠶᠡᠬᠡ
 ᠦᠨ
 ᠤᠯᠤᠰ」（鮑培轉寫：Yeqe Ön Ulus）。其中「Dai Ön」是漢語「大元」一詞的在當時蒙古語中的音譯。但現今中、蒙兩國學者多使用與現代漢語「元」字發音更相近的「ᠶᠤᠸᠠᠨ」一詞來替換原有的「ᠦᠨ」，將元朝稱為「ᠶᠤᠸᠠᠨ
 ᠤᠯᠤᠰ」，或者「ᠶᠡᠬᠡ
 ᠶᠤᠸᠠᠨ
 ᠤᠯᠤᠰ」。[4]
2. 大元大蒙古國[g]，蒙古語寫作「ᠳᠠᠢ
 ᠦᠨ
 ᠶᠡᠬᠡ
 ᠮᠣᠩᠭᠣᠯ
 ᠤᠯᠤᠰ」（鮑培轉寫：Dai Ön Yeqe Mongɣul Ulus），此名稱見於1362年的《追封西寧王忻都碑》[3]。其中“Dai Ön”是漢語“大元”的蒙古語音譯，“Yeqe”是蒙古語“大”的意思[28]，“Mongɣul”是“蒙古”的意思[29]，“Ulus”是“國家”的意思[4][30]。
3. 被稱為大元的大蒙古國，蒙古語寫作「ᠳᠠᠢ ᠦᠨ
 ᠺᠡᠮᠡᠺᠦ
 ᠶᠡᠬᠡ
 ᠮᠣᠩᠭᠣᠯ
 ᠤᠯᠤᠰ」（鮑培轉寫：Dai Ön qemeqü Yeqe Mongɣol Ulus），其中“qemeqü”是一個書面語聯動詞，是“說”、“據說”的意思[31]。此名稱見於1338年的《達魯花赤竹溫台碑》[3]。有时亦会直接称为大蒙古國，如元朝末代皇帝元顺帝时期在漠北哈拉和林重建兴元阁时所立的《兴元阁碑》就出现此称呼。

## 历史
对中国人来说，蒙古民族与蒙古草原的历史，既有构成中国历史不可分割的那一部分，还有一部分属于世界史范围。所以它包含着既互相交织、又在性质上互有区别的两个组成部分。根据这样的“两分法”，蒙古帝国（1206—1259）的历史，应该是世界历史的一部分。蒙古帝国曾经统治过华北、西北、西藏与云南的事实，只能意味着当代中国的相当部分疆域在历史上曾有过一个被蒙古帝国占领的时期。处于蒙古帝国占领时期的这部分国土的历史，无疑仍然属于中国历史的一部分；但我们不可以因此便把蒙古帝国的历史径直视为中国历史的一部分。而自忽必烈按照汉制称帝，元朝（1260—1368）作为从蒙古帝国的分裂中产生的一系列继承国家之一，它的历史，自然就不能当作中国被一个外在于中国的政权所统治的一段殖民史来看待。
元朝歷史通常可以分為兩個到三個階段：
- 1206年成吉思汗統一蒙古，立國位於漠北的蒙古草原，定國號為「大蒙古國」，到1260年蒙古帝国分裂，稱為蒙古帝國前四汗時期。特别是1260年忽必烈即位到1271年將國號改為大元，共十一年；
- 元世祖忽必烈定都大都，1271年將國號改為「大元」後，直到1368年元順帝逃往塞外為止，共九十七年，才是嚴格意義上的元朝歷史；
- 元順帝出亡後依舊以大元為國號，至1388年天元帝脱古思帖木儿被也速迭尔杀害後去大元國號為止（一說1402年鬼力赤殺坤帖木兒去國號），稱為北元時期。
- 此後蒙古诸部恢复成吉思汗时代的「大蒙古」称呼[33]，被明廷稱為「韃靼」。而最广义上的元朝也可指从1260年忽必烈登基采用汉制到1388年北元灭亡的时期[34]。

### 蒙古崛起

蒙古帝國的開國大汗成吉思汗，後被追尊稱元太祖

辽朝时期，蒙古草原上的诸部归于辽朝统辖。金灭辽后，草原各部歸屬不一，汪古部等成為金朝的臣屬，而乞顏部的合不勒汗乘金军大举南下而无暇北顾之机，建立了早期的蒙古国家，即蒙兀国，此后一直侵袭金朝的边境。合不勒汗死后，俺巴孩汗成为新的可汗。由于塔塔儿人的出卖，俺巴孩汗被金朝皇帝金熙宗钉在木驴上致死，此事件埋下了蒙古对金朝复仇的种子。
金章宗死后，蒙古逐渐兴盛。13世紀初，金朝在衛紹王完颜永济的統治下走向衰落，乞颜部在首领铁木真率领下开始了统一蒙古草原的征程。先后在克烈部首领王罕以及他的安达扎答兰部首领札木合的军事援助下，打败了蔑兒乞人，夺回了被蔑儿乞人夺取的众多部众（以及其妻孛儿帖），力量逐渐壮大。
金大定二十九年（1189年），在经过激烈的争夺之后，铁木真被乞颜贵族推举为部落的可汗。然而，铁木真部族的逐渐强大，危及了援助他的札木合在蒙古草原上的地位，于是札木合联合泰赤乌等部，合兵三万余人，向铁木真发起进攻。面对来势汹汹的札木合，铁木真将自己的部众3万人组成十三翼。在战斗中铁木真暂时战败，为保存实力退至斡难河上游的哲列捏山峡，扼险而守。史称“十三翼之战”。札木合虽然取得战役的胜利，但札木合的暴虐受到了其所属部落首领的不满，而铁木真对部众进行笼络，故部众归心于铁木真。于是畏答儿、赤老温、术赤台、晃豁坛等族人纷纷来附。此后，铁木真力量进一步壮大。
金明昌七年（1196年），从属于金朝的蒙古部族塔塔儿部叛金，完颜永济派丞相完颜襄率军征讨。铁木真联合克烈部，以“为父亲报仇”的名义，在斡里匝河击溃了塔塔儿部，使塔塔儿一蹶不振。战后，金朝授铁木真糺军统领之职，使他可以用金朝属官名义号令蒙古部众。金承安五年（1200年），铁木真与王汗会于萨里川（今蒙古国克鲁伦、土拉两河上游之间，克鲁伦县西南），大败泰赤乌与蔑儿乞的联军，首领塔里忽台等被杀。
金承安六年（1201年），铁木真又在呼伦贝尔的海剌尔河支流帖尼河之野，击败以札木合为首的塔塔儿、弘吉剌、合答斤等十一部联军，史称“帖尼河之战”。金承安七年（1202年），铁木真与王汗联军又在阔亦田击败了札木合同乃蛮、泰赤乌、塔塔儿、蔑儿乞等联军，取得了阔亦田之战的胜利。接着招降了呼伦贝尔一带的弘吉剌惕等部。至此，蒙古高原都被铁木真控制了。最后平定蒙古高原，统一蒙古各部，1206年（丙寅虎年，金泰和六年/元太祖元年）春，蒙古贵族在斡难河（今鄂嫩河）源头召开库里尔台大会，蒙古部鐵木真得到成吉思汗稱號，大蒙古国建立，即“蒙古帝國”，後成吉思汗被元朝尊为“元太祖”。

### 伐金与扩张

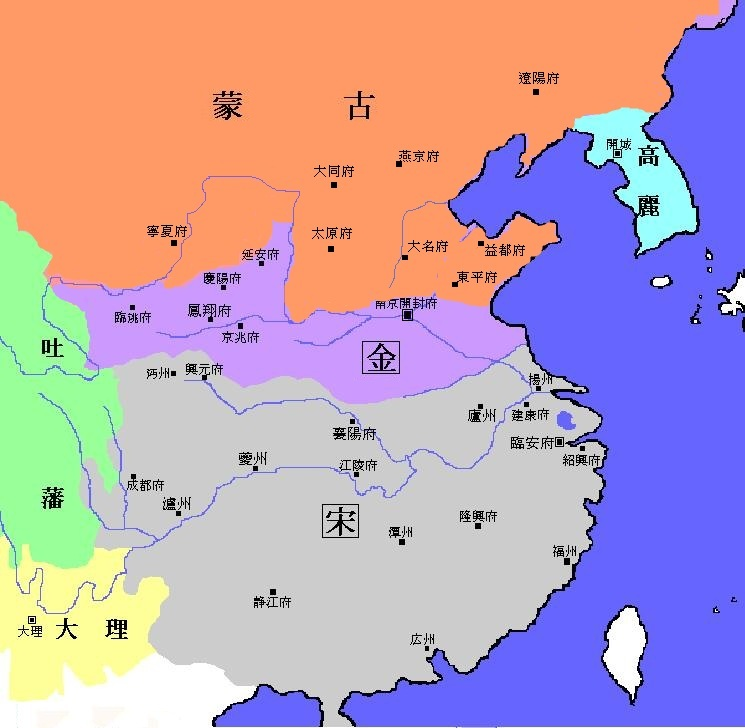
蒙古入侵金朝形势

金朝與蒙古為世仇，成吉思汗有意伐金復仇，然而西南的西夏與金朝聯盟，為了避免被西夏牽制，先後三次率軍（1205年、1207年與1209年—1210年）进攻之，迫使西夏夏襄宗稱臣。元太祖五年（1210年），成吉思汗與金斷交，隔年發動蒙金戰爭，於野狐嶺戰役大破四十萬金軍，隨後攻入華北地區並四處屠杀。
元太祖九年（1214年）蒙軍包圍金朝首都中都（今北京市），金宣宗被迫求和称臣，並在蒙古退兵後遷都北宋故都汴京。隔年5月31日蒙軍南下攻佔金中都，並且獲得名相耶律楚材，這對於巩固華北地區有很大的幫助。
元太祖十二年（1217年），成吉思汗為了西征花剌子模，命木华黎統領漢地，封为“太师国王”，命他持續进攻金朝。木华黎為了鞏度漢地，收降地方自衛勢力如真定史天澤、滿城張柔、東平嚴實與濟南張宏，史稱漢族四大世侯，後來他們也扶佐忽必烈建立元朝。木华黎除了對金朝的戰爭讓金朝疆域萎縮剩河南與關中地區之外，並於元太宗三年（1231年）派兵進攻高麗，使高麗退到江華島以南（即今日南韓）。
西域方面，為了建立通往西方的道路，早在1209年—1210年就讓新疆东部的畏兀儿與伊犁河谷的哈剌魯先後歸順。當金朝遷都並將要滅亡之際，中亞新興大國花剌子模在沙阿摩诃末时期崛起，該國訛答剌地方大臣海儿汗亦纳勒术前后两次屠杀蒙古商队並侮辱蒙古使臣，成吉思汗遂决心發動第一次西征。
元太祖十三年（1218年），蒙將哲别殺死占領西遼並稱遼帝的屈出律，攻占塔里木地區，史稱蒙古攻西遼之戰。隔年六月，成吉思汗親率蒙古主力軍十万西征花剌子模。由於沙阿摩诃末抵擋不了蒙軍攻勢，畏懼而逃，在屠杀掉花剌子模的40个城镇之后，花剌子模也於太祖十六年（1221年）亡國。成吉思汗命速不臺和哲别追殺摩诃末，摩诃末最後死於裡海。其子札蘭丁於八魯灣之戰英勇抗敵，最後南逃印度，並於元太祖十九年（1224年）復國於大不里士（今伊朗西北部）。
元太宗元年（1230年），札蘭丁被蒙古将军绰儿马罕攻滅。速不臺和哲别最後于元太祖十七年（1222年）从撒马尔罕出发经过今伊朗高原北部，进攻杀掠高加索三国（亚美尼亚王国、格鲁吉亚、阿塞拜疆）之后，并越太和岭（今高加索山脈），抵達欽察（位於俄南），期間攻占不少國家。於元太祖十八年（1223年）的迦勒迦河之战（今乌克兰日丹诺夫市北）更是擊潰基辅罗斯諸國與钦察忽炭汗的联军，并向西进军到今乌克兰西部的德涅斯特河，折转围攻基辅后东返，并于1223年9月攻击伏尔加河中上游的河谷伏尔加保加利亚，最後渡过伏尔加河東返中亞。成吉思汗將新拓展的疆土分封給長子朮赤、次子察合台和三子窝阔台，四子拖雷領有蒙古本土，三子窩闊台成為大汗繼承人。元太祖二十年（1225年），蒙古回師後，因西夏不配合西征，成吉思汗又率归師滅西夏。元太祖二十二年（1227年），成吉思汗病逝，由幼子拖雷监国，後尊稱元睿宗。

### 汗系轉移
拖雷监国两年后於1229年舉辦库里尔台大会，窝阔台被推举为蒙古大汗，後尊稱元太宗。1231年窝阔台汗率軍南征金朝，並命四弟拖雷自漢中借宋道沿漢水攻打汴京，隔年拖雷在河南三峰山之战擊潰金军。1234年蒙宋联軍聯合攻破蔡州，金哀宗自杀，金朝亡。南宋雖然發起端平入洛以收復河南地，但是華北地區最後全由蒙古占領。
1235年，窝阔台汗定都哈拉和林（今乌兰巴托西南）後，藉此率軍南征南宋以報復之，掠奪兩淮地區後北返。蒙古為了防止華北的漢人世侯叛變，派探馬赤軍（振戍軍）進駐漢地；進行兩次人口調查，將半數漢人分封給蒙古功臣。由於需要人才治理国家，窝阔台汗接受耶律楚材的建议，於1238年命术忽德和刘中舉辦科舉，史稱戊戌选试。这次考试录取东平杨奂等名士，為統治華北帶來不少人才，但后来以“当世或以为非便，事复中止”。
西線方面，1235年窝阔台汗命术赤次子拔都、貴由與蒙哥、速不台等第二代蒙古王子發起蒙古第二次西征，史稱拔都西征，總指揮為拔都與速不台。1236年至1242年間攻占欽察草原、基輔羅斯等各公國并进犯匈牙利、摩尔达维亚、波蘭、立陶宛大公国、摩拉维亚原南斯拉夫地区、保加利亚第二帝国、拉什卡等中東歐各國。1241年11月窩闊台汗去世，由皇后乃马真脫列哥那監國，1246年3月的库里尔台大會由其子贵由即位，後追尊稱元定宗。1247年吐蕃诸部归附大蒙古，史稱涼州會盟。1248年8月貴由汗在遠征拔都的途中去世，皇后斡兀立海迷失立孫子失烈門並監國。然而在1251年7月的大會，因為拔都與兀良哈台大力支持拖雷系的蒙哥，使得窩闊台系的失烈失去汗位。蒙哥繼承汗位，後尊稱元憲宗。
1252年蒙哥即位後，推行中央集權化，在漢地、中亞與伊朗等直轄地設置行尚书省，分遣拖雷系諸王分守各地，以其弟忽必烈為總領燕京等处行尚书省的“漠南漢地大總督”。忽必烈統治漢地期間任用了大批漢族幕僚和儒士，鞏固了華北地區，並且與兀良合台迂迴南滅大理，擴大南宋防線缺口。1258年高麗崔氏政權跨台，高麗成為藩屬國。同年蒙哥汗宣布兵分三路南征南宋，蒙哥汗率軍攻打四川合州（今重慶）、忽必烈攻打湖北鄂州（今武昌）、兀良合台由雲南晏当（今云南丽江北部）直攻经过安南，进攻宋广南西路而直攻荆湖南路，并兵临潭州（今長沙），三軍意圖在華中會合，再大舉下長江圍攻臨安。隔年蒙哥汗在合州的釣魚城之戰戰死，忽必烈等人停止南征，北返奪位。西線方面，蒙哥汗派其弟旭烈兀西征西亞，史稱蒙古第三次西征，1256年旭烈兀攻滅伊斯蘭教的暗殺組織木剌夷。1258年西征軍攻佔阿拔斯王朝最後領地美索不达米亚的巴格達。1260年佔領大馬士革和阿勒頗。然而當旭烈兀得知蒙哥於南征南宋時去世的消息後，立即率大軍回師爭位。留下的蒙軍也在今以色列加利利的阿音札魯特戰役敗於埃及馬木留克王朝，第三次西征結束。

### 大哉元

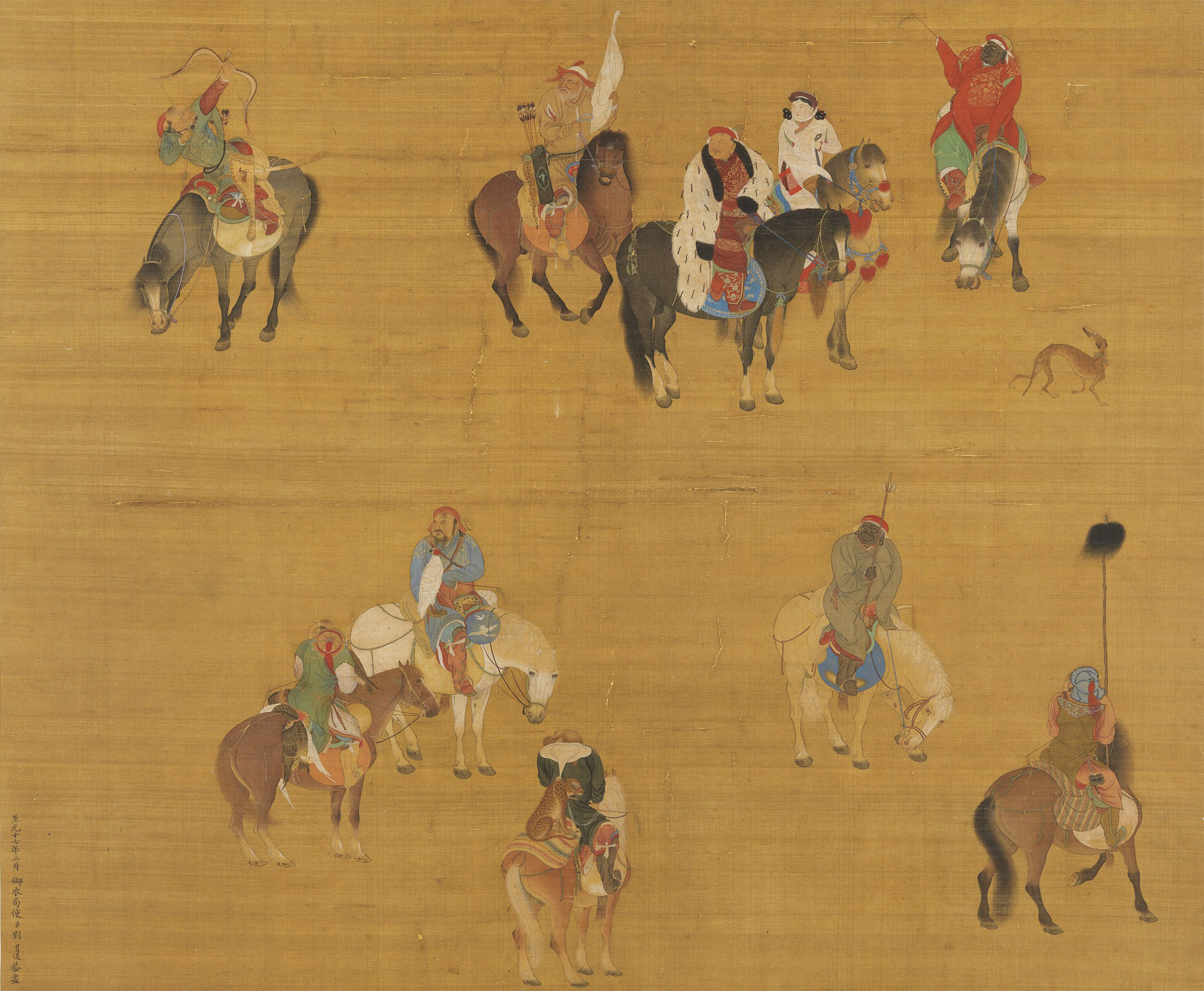
元朝画家刘贯道于至元十七年（1280年）二月绘制的《元世祖出猎图》，其中骑著黑马、身穿白裘的男子是忽必烈

蒙哥汗去世後，身在戰事的忽必烈立即與南宋和談，返回華北與留守蒙古本土的七弟阿里不哥爭奪汗位。1260年5月5日忽必烈在部分宗王和蒙漢大臣的擁立下於开平（即上都，今内蒙古锡林郭勒盟正蓝旗北）自立为皇帝，年號中統。几乎同时（《元史》称忽必烈称帝在先，而《史集》则称阿里不哥率先称汗），阿里不哥在蒙古帝國首都哈拉和林召開库里尔台大會，被阿速台等宗王和大臣選立蒙古大汗，並獲得欽察、察合台與窩闊台汗國的支持。爭奪汗位戰爭最後於1264年8月21日由阿里不哥兵敗投降，忽必烈穩固其位。
忽必烈汗為了成為中國皇帝而推行漢法，主要內容有改元建號，1267年忽必烈汗迁都中都（今北京市），並命劉秉忠兴建中都城。1272年改中都为大都（又稱汗八里），將上都作为陪都。1271年12月18日，忽必烈汗公布《建国号诏》，採納漢人儒士劉秉忠的建議，取《易经》中“乾元”之意，宣佈新王朝為繼承歷代中原王朝的中華正統王朝，将國號由大蒙古国改为大元，建立元朝，即元世祖；1260年设立中书省，1263年设立樞密院，1268年设立御史台等等國家機構；設置大司農司並且提倡農業；尊孔崇儒並大力發展儒學等推行漢法的政策。然而為了保留原蒙古制度，最後形成蒙漢兩元政治。元世祖雖然於爭奪汗位戰爭獲得蒙古大汗的汗位，並且最後成為中國皇帝，但由於汗位取得不合法與崇尚漢法，使得蒙古宗室不承認忽必烈的汗位，四大汗國有三國不奉忽必烈的命令，使蒙古帝國呈現解體。最後引發窩闊台系的海都出兵爭奪汗位，造成漠北地區動盪不安，史稱海都之亂。
早在元世祖在與阿里不哥作戰與整頓國內之際，因為無暇對付南宋，於是派郝經對南宋提出議和。當時南宋大權由謊稱擊退蒙古軍的贾似道掌握，然而賈似道由於畏懼謊言被擊破幽禁郝經。南宋並於1262年拉攏山東漢人世侯李璮，發起李璮叛亂。元軍平定叛亂後，元世祖斷然廢止漢人世侯，以蒙古人直接管理地方事務，並且準備南征南宋。1268年元世祖發起宋元战争，首先派劉整與阿朮率軍攻打襄陽府，史稱襄樊之战。1274年元軍攻下襄陽，宋將吕文焕投降，隨後中書丞相史天泽和枢密院枢密使伯顏率軍順漢水南下长江，目標建康。1275年降將呂文煥率元水陸聯軍於芜湖擊潰贾似道的南宋水軍，史稱丁家洲之战。隔年元軍攻陷臨安（今浙江杭州），謝太后與宋恭帝投降元軍。然而陸秀夫等人擁立7歲的宋端宗在福州即位，文天祥、张世杰與陈宜中等大臣持續在江西、福建與廣東等地抗元。元軍陸續攻下華南各地，1278年南宋朝廷退至廣東崖山。隔年3月，張弘範在崖门海战攻滅南宋海軍，陸秀夫帶着8岁的小皇帝赵昺投海而死，南宋滅亡。元朝统一中国地區，结束自唐朝安史之亂以来520多年的分裂局面。
在此前后，元朝曾要求周边一些国家或地区（包括日本、安南、占城、缅甸、爪哇）臣服，加入元朝的朝贡关系，但遭到拒绝，元世祖於是出兵攻打这些国家，其中以入侵日本的元日战争最为著名，因為范文虎指挥不当與颱風來襲而失敗。由於元朝廷需要賞賜大量財寶予宗室貴族，加上開支繁重，財政日漸緊張，朝臣為了財政問題發生爭執，分裂成以许衡等漢人與漢化蒙古人为首的儒臣派與以阿合馬、盧世榮與桑哥等色目人與漢人为首的理財派。儒臣派認為元廷應該節省經費、減免稅收。理財派認為南人藏有大量財物，應沒收以解決朝廷的財政問題。由於元世祖信任阿合馬，設立尚書省解決財政問題。而儒臣則以受漢化更深的太子真金為核心與阿合馬抗衡。最後阿合馬被刺殺，太子真金也因為得病而死。然而元世祖不信任儒臣派，依舊任用理財派官員來解決財政問題，導致財政惡化。

### 平定西北

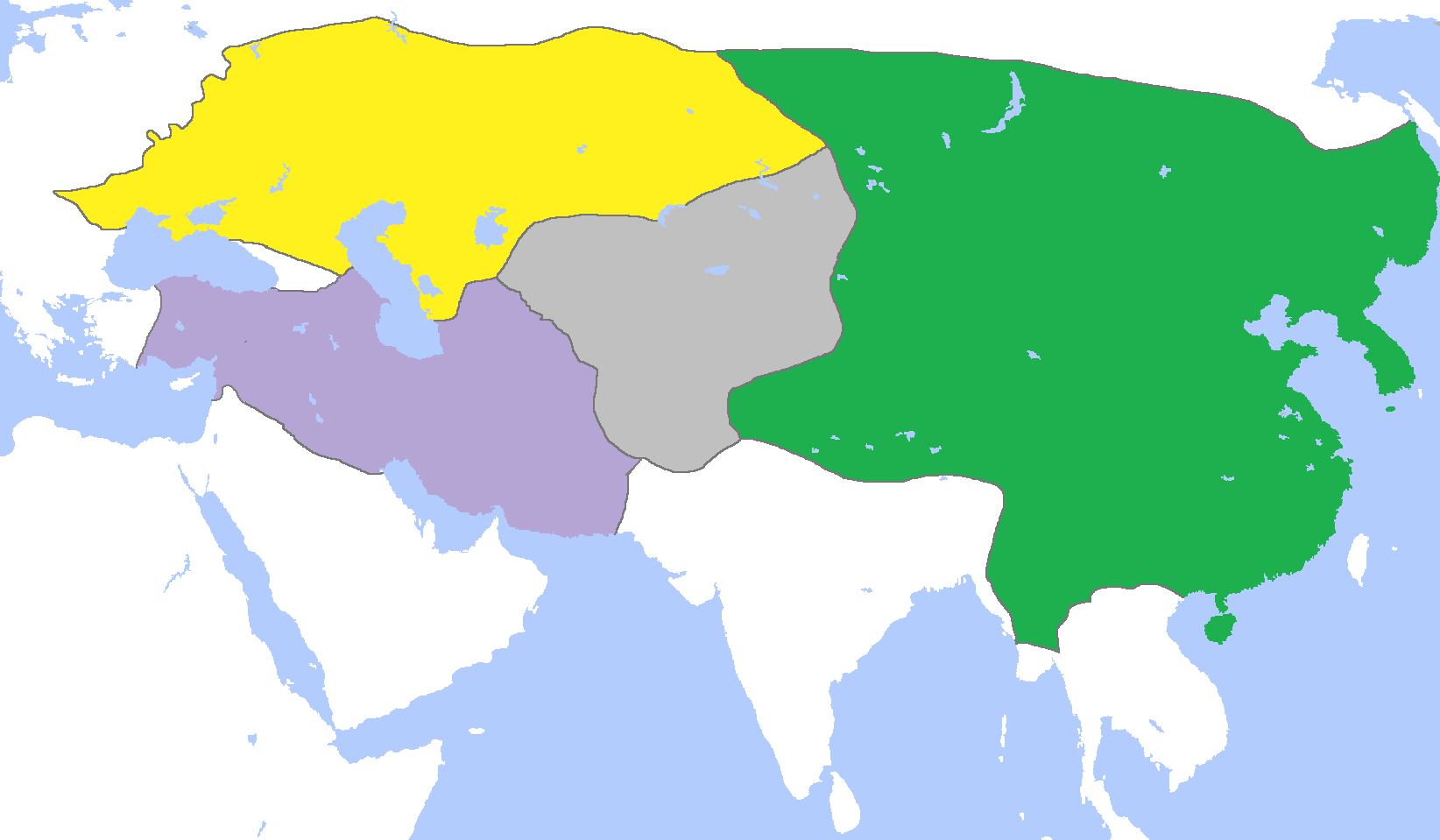
元武宗時期元朝與諸汗國關係圖，其中窩闊台汗國已經被元朝與察合台汗國瓜分而亡。綠色區域：大元；灰色區域：察合台汗國；黃色區域為欽察汗國；紫色區域：伊兒汗國

1294年元世祖駕崩後，雖然太子真金早死，但是元世祖曾賜真金的三子鐵穆爾「皇太子寶」並且讓他鎮守和林。隨後，鐵穆爾在库里尔台大会中獲得重臣伯颜與玉昔帖木儿等人支持，其聲望勝於真金的長子甘麻剌及1292年已故次子答剌麻八剌遺下的後裔等人而繼位，即元成宗。元成宗主要恪守元世祖時期的成宪，任用其侄海山（答剌麻八剌之子）鎮守和林以平定西北海都之亂，奠定其後取得四大汗國認同的基礎，並且下令停止征討日本與安南。在內政方面专力整顿国内政治，減免江南部分賦稅。然而，由於元成宗過度賞賜，入不敷出，使國庫資財匱乏。1307年正月，元成宗駕崩，由於太子德寿早逝，左丞相阿忽台擁護皇后卜魯罕與信奉伊斯蘭教的安西王阿難答監國，並有意讓阿難答稱帝。海山之弟愛育黎拔力八達與右丞相哈剌哈孫發動大都政變。他們斬殺阿忽台，控制大都局勢，擁護率軍南下的海山稱帝，即元武宗。皇后與阿難答被元武宗斬殺，其回回部下退入西域吐魯番地區。
元武宗因愛育黎拔力八達有功，冊封他為皇太弟（即未來的元仁宗），相約武宗系與仁宗系交替稱帝，即武仁之約。元武宗時期，加封孔子为“大成至圣文宣王”，并給予孔子的家族與弟子一些稱號。為了解決元成宗時期的财政危机，元武宗設置常平倉以平抑物價，下令印製至大銀鈔，然而反而使銀鈔嚴重贬值。此外他將中書省宣敕與用人權劃歸給尚書省。1311年元武宗因沉耽淫樂、酗酒過度而逝，由皇太弟愛育黎拔力八達繼位，是為元仁宗，這次是元朝首次和平繼承帝位。
西北地區方面，早在元世祖時期，由於他的大汗之位不受四大汗國的承認，使得當時窩闊台汗海都有意奪回蒙古汗位。海都统辖叶密立（今新疆额敏东南）一带且與欽察汗國友好。元世祖為了避免在南征南宋時被海都背刺，遂扶持八剌獲得察合台汗位以牽制海都。然而在1268年，海都、八剌和欽察汗忙哥帖木兒以元世祖過度漢化、違背祖宗成法為由，在塔拉斯河招開庫里爾台大會結盟反元。他們以海都為盟主，共同瓜分中亞行省，聯合對抗元朝與伊兒汗國，史稱海都之亂。元世祖派伯顏北上平亂，海都與新任察合台汗篤哇採用游擊戰的方式迴避決戰。1287年海都聯軍夥同鎮守遼東的東道諸王乃顏與哈丹襲擊和林（今蒙古國哈尔和林），元世祖親率大軍擊敗之，派伯颜、玉昔帖木儿與李庭平定東北乃顏，主持西北军事。1289年海都再犯和林，最後其勢力被驱出阿尔泰山以西。而哈丹於遼東高麗一帶游擊，至1292年敗亡。
元成宗即位后，任命其侄海山（後繼位為元武宗）总领漠北诸军。1301年海都和篤哇聯軍被海山和晉王甘麻剌擊潰，史稱鐵堅古山之役。海都於戰後去世，窩闊台汗由其子察八儿繼位，但被察合台汗篤哇掌控。1303年由於篤哇被與元朝結盟的欽察汗脫脫汗擊潰，便與察八兒共同派使者向元廷請和，而脫脫汗亦向元廷請和，加上伊兒汗從一開始就支持元廷，至此四大汗國皆承認元朝的宗主地位，雙方廣設驛路，解除封禁。不久之後，窩闊台汗國於1309年被察合台汗篤哇和元武宗先後攻滅而亡，察八兒投降元朝。

### 漢化與政變

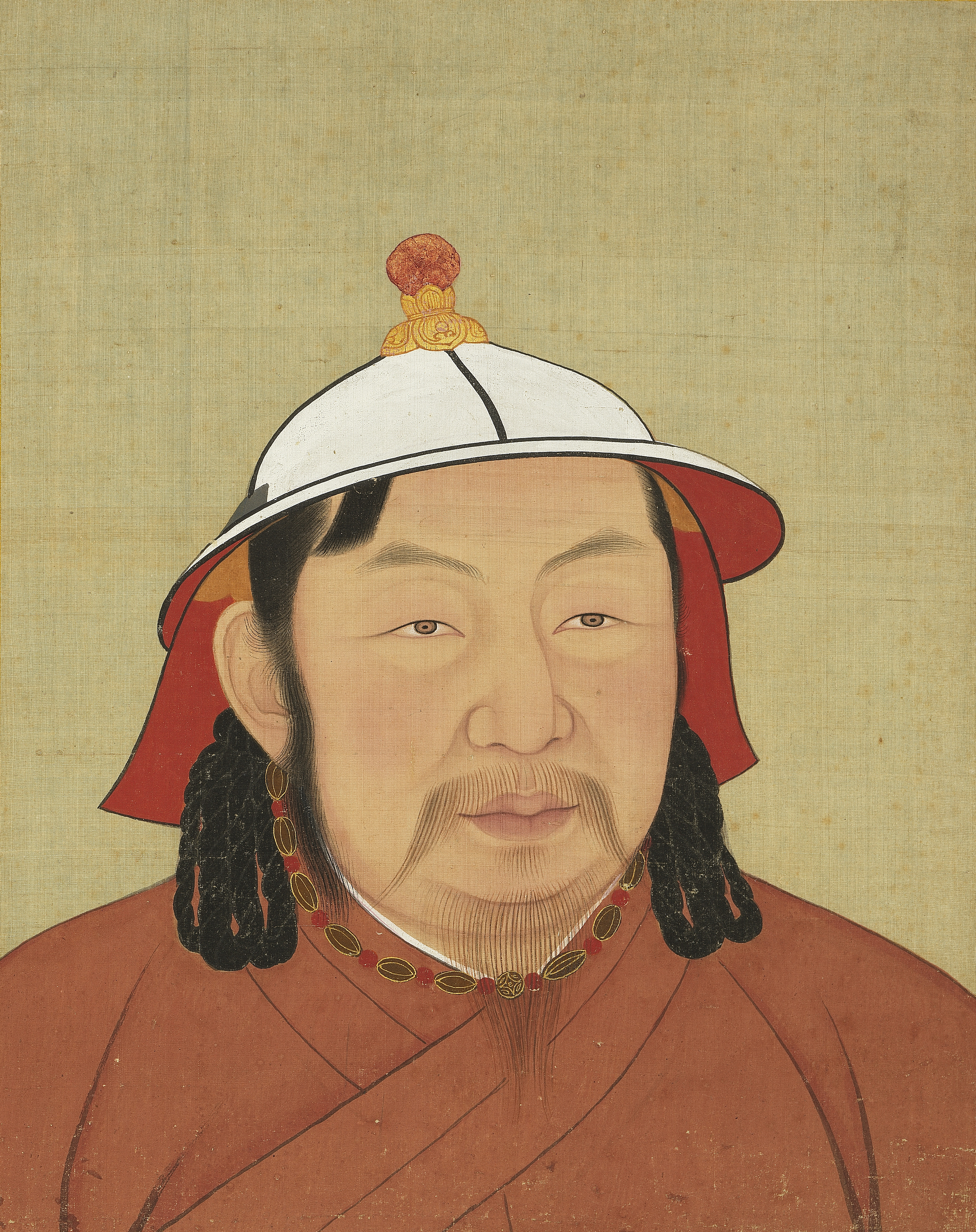
持續推行漢化運動的元仁宗，在位期間恢復科舉，史稱延祐復科

元仁宗力图改变元武宗时造成的财政枯竭、政制混乱的局面，他推行「以儒治國」政策，並且減裁冗員、加強中央集權以整頓朝政。他曾令王约将《大学衍义》譯為蒙文，赐臣下说“治天下，此一书足矣。”并将《貞觀政要》和《資治通鑒》等書摘譯為蒙文，令蒙古人與色目人誦習。1312年元仁宗将其儒师王约特拜集贤大学士并将王约“兴科举”的建议“著为令甲”，至此恢复科举制度。本次科舉以程朱理学為考试的内容，史稱延祐復科，最後录取护都答儿、张起岩等56人为进士。他还倚重汉人文臣，处死蒙丞相脱虎脱等，排除朝中异己。財政方面，仁宗取消武宗的经济措施，並且於1314年在江浙、江西、河南等地查清地方田產，史稱延祐經理。任用床兀儿统军，擊敗察合台汗王也先不花以平定西北地區。然而元仁宗未能制止太后答己干预朝政，也無力制裁備受太后重用的重臣鐵木迭兒贪赃枉法。在繼承問題方面，元仁宗以王约輔助皇太子碩德八剌，並且聽從鐵木迭兒的建議，廢除武仁之約。他将元武宗長子周王和世琜外放鎮守云南、次子圖帖睦爾放逐海南島。同年冬天，元武宗舊臣皆感憤怒而擁護和世琜叛變，最後敗走漠北，依附察合台汗國。1320年元仁宗駕崩後，皇太子碩德八剌即位為元英宗。
元英宗繼續實行元仁宗的以儒治国、加强中央集权和官僚体制的政策，並于1323年下令编成并颁布元朝正式法典——《大元通制》，共2539条，他还下令拔除權臣鐵木迭兒在朝廷的势力。然而支持鐵木迭兒的蒙古與色目保守派厭惡英宗的新政，有意發動政變。1323年鐵木迭兒的義子鐵失趁英宗去上都避暑之際，在上都以南15公里的南坡地刺殺英宗及宰相拜住等人，史稱南坡之變，仁宗系自此未能再奪得皇位。晉王甘麻剌的長子，鎮守和林的也孫鐵木兒率兵南下，殺掉行刺元英宗的叛臣並稱帝，即泰定帝。
泰定帝召回被放逐到海南島的元武宗系圖帖睦爾為懷王。泰定帝於1328年七月崩於上都，丞相倒剌沙擁立七歲的皇太子阿剌吉八為帝，是為元天順帝。而鎮守大都的燕帖木兒與伯顏擁立周王和世琜於漠北、懷王圖帖睦爾於江陵，同年圖帖睦爾先至大都繼位，是為元文宗。燕帖木兒率軍攻入上都，天順帝不知所終。隔年和世琜於漠北和林稱帝，即元明宗。元文宗放棄帝位，派燕帖木兒迎元明宗繼位，並且被立為皇太子。然而燕帖木兒毒死元明宗，元文宗復位，改元天曆，史稱天曆之變。
元文宗時期大兴文治，1329年設立了奎章閣學士院，掌進講經史之書，考察歷代治亂。又令所有勛貴大臣的子孫都要到奎章閣學習。於奎章閣下設藝文監，專門負責將儒家典籍譯成蒙古文字，以及校勘。同年下令編纂《元經世大典》，兩年後修成，為元朝一部重要的記述典章制度的巨著。然而丞相燕帖木儿自恃有功，玩弄朝廷，导致朝政更加腐败。1333年元文宗去世后，为洗刷毒死元明宗的罪行，遗诏立年仅七岁的明宗次子懿璘质班为帝，是为元宁宗。但元宁宗仅在位不到两个月即去世，不久后燕帖木儿也去世。元明宗的长子妥懽贴睦尔被文宗皇后卜答失里从静江（广西桂林）召回并立为帝，是为元順帝，又称元惠宗。元朝在二十六年內，換了八個皇帝。

### 顺帝失國
元順帝（元惠宗）在位之初，1335年燕帖木兒的兒子唐其勢陰謀推翻，另立元文宗義子答剌海。幸右丞相伯顏粉碎叛亂，但屬於保守派的他掌握朝政，權力盛大。他禁止漢人參政並取消科舉，這些都与元順帝發生衝突。1340年元順帝在伯颜之侄脱脱的帮助下，终于废黜伯颜。脫脫為相與元順帝親政前期時，元廷推行一系列改革措施如颁行《至正条格》法規，使得革新政治，社會矛盾緩和，史稱至正新政。1343年元順帝下令修撰《辽史》、《金史》、《宋史》三史，由右丞相脱脱（后改由阿鲁图）主持，兩年後修成。然而元順帝後期怠於政事，以至於在1350年發生天災人禍後引來民變。
元朝后期，特别是1340年代中后期至1350年代期间，乾旱、瘟疫（黑死病傳至中國）與水災時常發生，且自北宋末年杜充挖開黃河大堤以致奪淮入海後，黄河地区水患尤其严重。与此同时，元廷財政體系崩潰，通貨膨脹嚴重，不断收取各种赋税，使百姓的生活更加艰苦，使得白蓮教逐漸流行，並成為對抗元廷的勢力。早在1325年就发生過河南赵丑厮、郭菩萨领导的武裝起事。1338年江西袁州（今江西宜春）彭和尚、周子旺等白莲教徒起事失败，彭和尚逃至淮西。1350年元廷下令變更钞法，鑄造“至正通寶”錢，並大量發行新“中統元寶交钞”，導致物價迅速上漲。隔年元順帝派賈魯治黃河，欲归故道，動用民伕十五万，士兵二万。而官吏乘機敲詐勒索，造成不滿。白莲教首领韓山童、刘福通等人決定在5月率教眾起事，但事洩，韓山童被捕殺。劉福通再立韓山童之子韓林兒殺出重圍，指韩山童为宋徽宗八世孙，打出“复宋”旗号，以紅巾为标志。其後郭子興於安徽濠州起事，芝麻李等人占領徐州，此為東系紅巾軍。西系紅巾軍方面，彭瑩玉、鄒普勝與徐壽輝在湖北蘄州起事，國號天完。紅巾軍勢力遍佈河南江北、江南、兩湖與四川等地，還有非紅巾軍的张士诚等部的起事，民变揭开元朝灭亡的序幕。於元末民變期間，士人多不屑參加叛軍，叛軍也很少利用士人。
元廷派兵镇压各地紅巾軍，丞相脫脫親自率軍南下攻陷徐州芝麻李軍，一度壓制民變軍。然而脫脫在1354年南攻高邮张士诚軍之際，被元廷大臣彈劾而功虧一簣。徐寿辉部最後分裂成兩湖的陳友諒與四川的明玉珍。兩淮郭子興的部下朱元璋於1356年以南京為根據地開始擴充地盤；1363年與據有兩湖的陳友諒作戰，最後於鄱陽湖之戰獲得勝利；1365年占領兩湖後於同年冬東進攻打據有江蘇沿海的張士誠；1367年平定張士誠後，繼續南下壓制浙江的方國珍，至此江南無一人反抗朱元璋。另外，福建於1357年至1366年間發生亦思巴奚兵亂。福建地方為抵禦反元勢力籌建民團自守，但色目商人雇用的亦思巴奚軍割據泉州並向福建各地擴大勢力，最後被元將陳友定平定。與此同時，元朝在察罕帖木兒和李思齊等率領元軍反擊北方紅巾軍，1363年北方紅巾軍最後在安豐之役中敗給降元後的張士誠，劉福通戰死，韓林兒南下投奔朱元璋，隨後被殺。朱元璋統一江南後於1367年下令北伐，他派徐达、常遇春率明軍分別攻打山東與河南，並且封鎖潼關以防止關中元軍進援中原。明軍于1368年八月攻陷元大都，元順帝北逃，史書稱此為元朝結束之年。然而元廷仍在上都，往後史書稱之為北元。而明廷认为他顺天明命，谥号为元顺帝。
元明之際有士人奉元朝為正朔，對元朝皆有故國之情，對於張士誠則有深厚的同情，而對於平民朱元璋則多表厭惡，當時江南士人，不論是否參加張吳政權，或參加朱明政權，乃至獨立人士，都相當懷念元朝。元明之際，由於元代的漢化色彩，漢人文士的華夷之辨觀念極為淡薄，而他們又不滿朱明所為，因而呈現強烈的遺民情結。朱明統治者憑藉紅巾武裝取得政權，在當時正統士大夫看來是“取天下非其道”，難逃僭偽之名，而且元末紅巾運動還帶有濃重迷信色彩，正統士人不僅視其為“賊”、“寇”，而且視之為“妖”。正如紅巾軍於汝陽起事，時人鄭元祐作詩稱“近者汝陽妖賊起，揮刀殺人丹汝水”，1359年，朱元璋部攻杭州，時人陳基記稱“妖寇犯杭”，洪武元年，明軍克大都，戴良作詩感慨“王氣幽州歇，妖氛國步屯”。
明初，不願仕官和不願效忠新朝廷的地主文人為了逃避徵辟而採取自殺、自殘、逃往漠北、 隱居深山等方法，誓不出仕（中國古代銓選，有「身言書判」四方面標準，身體有殘疾者不能任官）。為應對元遺民對明政權的鄙夷與漠視，朱元璋設立深受後人詬病的新刑罰，宣告「士大夫不為君用」律，大規模徵辟前朝遺老、搜羅岩穴隱士，並且殺害許多不願效忠明朝以及為新朝當官的學者：「率土之濱，莫非王臣。寰中士大夫不為君用，是自外其教者，誅其身而沒其家，不為之過」，導致「才能之士，數年來倖存者百無一二，今所任率迂儒俗吏」。
而居於中原的蒙古人則大量留于中原，在明代做官或參軍，史稱「達官」和「達軍」。

### 北元時期

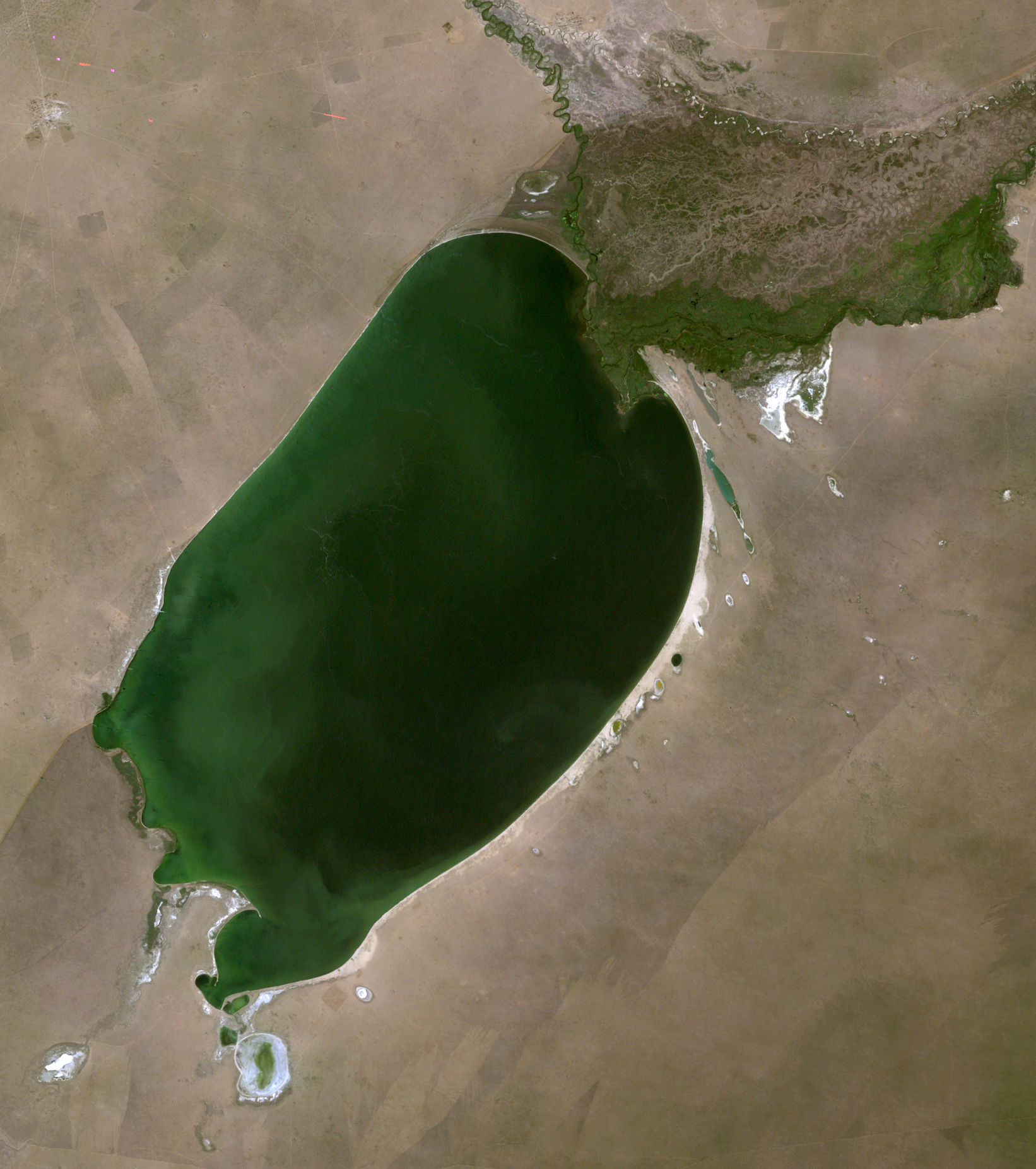
貝爾湖（即古稱捕鱼儿海）的航拍圖，元天元帝於此被明軍擊潰

1368年元廷退回蒙古草原，元順帝退至上都，隔年又至应昌。他继续使用“大元”国号，史稱北元。當時北方除了元順帝據有漠南漠北，關中還有元將王保保駐守甘肅定西，此外元廷還領有东北地区與雲南地區。明太祖為了占領北方，採取兵分二路，各個擊破的方式，此即第一次北伐。元順帝戰敗后于1370年在应昌去世，元昭宗即位后北逃至漠北和林。明将冯胜夺取了甘肃地区。然而元將王保保仍然在漠北多次与明将徐达等人作戰。明太祖曾多次寫信招降，但王保保從不理会，被朱元璋稱為「當世奇男子」。1378年四月，元昭宗去世，继位的元天元帝继续和明朝对抗，屢次侵犯明境。
至於北元領有的东北地区與雲南地區方面：1371年，元朝辽阳行省平章刘益降明，明朝占領辽宁南部。然而其餘东北地区仍由元朝太尉纳哈出控制，纳哈出屯兵二十万于金山（今辽宁省昌图金山堡以北辽河南岸一带），自持畜牧丰盛，与明军对峙了十几年，多次拒绝明朝的招抚。1387年冯胜、傅友德、蓝玉等人發動第五次北伐，目标是攻占纳哈出的金山。经过多次战争，1387年10月，纳哈出投降蓝玉，明朝占領东北地区，最後還成立了兀良哈三衛。鎮守雲南的元朝梁王把匝剌瓦尔密，在元廷退回草原后仍然繼續忠效之。1371年明太祖派湯和等人領兵平定據有四川的明玉珍，並且勸降梁王未果。1381年12月，明军攻入雲南，1382年梁王逃离昆明並自杀，隨後明军攻克大理，明軍平定雲南地區。
明太祖為了徹底掃除北元勢力，於1388年5月命蓝玉率领明军十五万發動第六次北伐。明军横跨戈壁至捕鱼儿海（今中蒙边境之貝爾湖）擊潰元军，俘虜八萬餘人，元天元帝和他的长子天保奴逃走，但是幼子地保奴被明军擒住，至此北元國勢大衰。1388年元天元帝被阿里不哥后裔也速迭尔杀害（此後廢除大元舊制去年號，恢復蒙古傳統，一說1402年鬼力赤殺坤帖木兒後去國號），明人稱為鞑靼，北元亡。

## 疆域

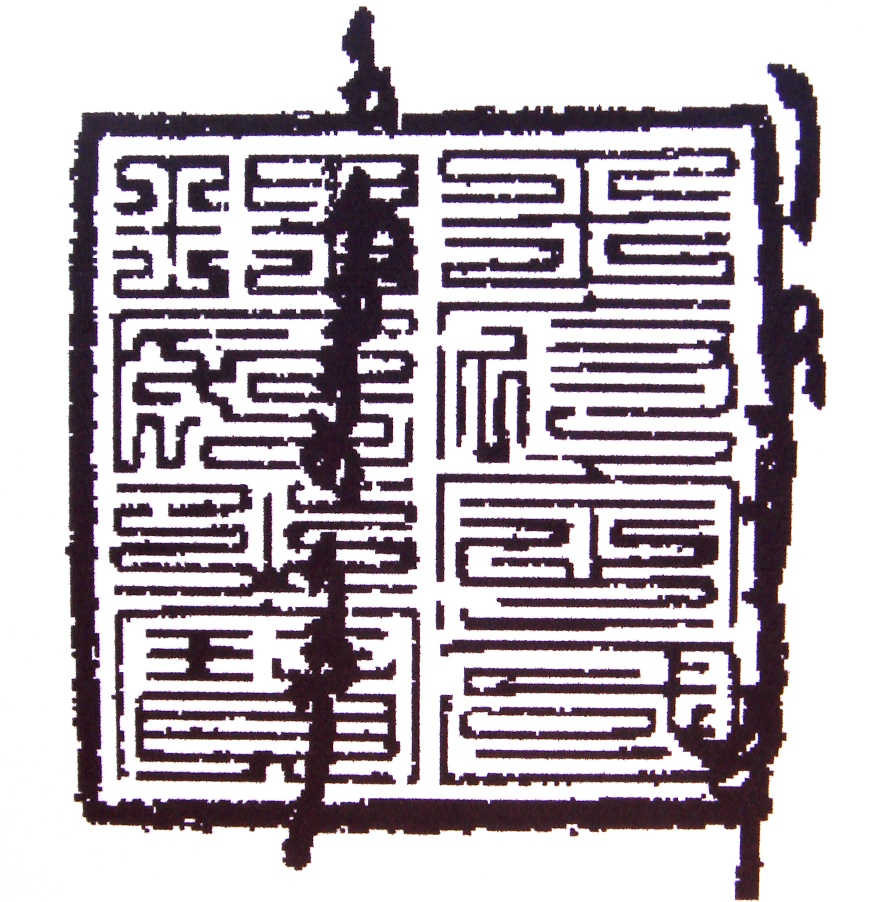
合贊印，是元朝元成宗颁给伊兒汗國合贊汗，承認其統治伊兒汗國的獨立性，上刻汉字“王府定国理民之宝”

元朝的前身為蒙古帝國，1206年元太祖成吉思汗成立時領有大漠南北與林木中地區（今貝加爾湖一帶）。經由成吉思汗等蒙古諸汗的經營，以及三次西征之後，蒙古帝國東達日本海與高麗、北達貝加爾湖、南與南宋對峙、西達東歐、黑海與伊拉克地區。成吉思汗時期分疆裂土給東道諸王與西道諸王，東道諸王是成吉思汗的弟弟，大多分封於塞北東部與東北地區，從屬性很高。西道諸王是成吉思汗的兒子，獨立性很好，其中分封長子朮赤於鹹海、裏海以北的欽察草原，後由拔都成立欽察汗國；封次子察合台於錫爾河以北的西遼舊地，史稱察合台汗國；三子窩闊台分封於乃蠻舊地，後由海都建立窩闊台汗國；蒙古本部由幼子拖雷獲得，後由蒙古大汗直轄。至於又稱漢地的華北地區、阿姆河與錫爾河之間的河中地區、伊朗地區與吐蕃由蒙古大汗直轄。1252年拖雷系的蒙哥即位後，命其弟旭烈兀西征西亞，最後建立伊兒汗國，與其他西道諸王合稱四大汗國。命忽必烈經營漢地、最後南滅大理。然而蒙哥於攻宋之役去世，隨後忽必烈與阿里不哥引發爭位使四大汗國紛紛不受蒙古大汗管制，蒙古帝國至此分裂。
元世祖忽必烈有鑒於其他三個汗國不服於他，於是將西亞地區大汗直轄地割讓給旭烈兀使其建立伊兒汗國，河中地區大汗直轄地割讓給察合台汗阿魯忽，以換取他們的支持。1279年元世祖在建立元朝後南滅南宋，一統中國地區，當時的疆域是：北到西伯利亚南部，越过贝加尔湖，南到南海，西南包括今西藏、云南，西北至今新疆东部，东北至外兴安岭、鄂霍次克海、日本海，包括库页岛，总面积达1100萬平方公里。自灭亡南宋後雖然多次對日本、緬甸與爪哇等國有所衝突，然而疆域大体趋于稳定。1309年元武宗時期，元朝和察合台汗国先後攻滅窝阔台汗国，元朝取得窝阔台汗国北部和東部的部分领土，總面積達1300萬平方公里（如果將各汗國一併列入則為2400萬平方公里）。元朝的藩屬國有高麗、緬甸、安南、占城、爪哇及钦察汗国、察合台汗国與伊儿汗国等國。北有漠北諸部、南有南洋諸國、西有四大汗國。其中有兩個直屬的藩屬國，即高麗王朝與緬甸蒲甘王朝，分別建立征東行省與緬中行省。
西北方面的情勢，1268年窩闊台汗國的海都意圖奪回汗位而聯合欽察汗國與察合台汗國反元，史稱海都之亂。直到1304年元成宗時期，元廷與這三大汗国达成和议，使之與伊兒汗國一同承認元朝的宗主地位，成為元朝的藩属国，而元朝设立的行政机构（如行中书省和宣政院）也未包括这些领土。而且元成宗并赐伊儿汗国君主刻有“真命皇帝和顺万夷之宝”等汉文印玺，實質上也承認其獨立性。到1309年元武宗時期，元朝和察合台汗国先後攻滅窝阔台汗国，於元文宗年间编纂《经世大典》时，将钦察汗国、察合台汗国與伊儿汗国作为元朝的藩属国。

## 行政區劃
元朝行政區劃大致上承襲金朝與宋朝制度，然而有兩個不同之處：元朝時的路統轄的面積減少，一路僅轄二州；元廷在路上設有行省等中书省外派單位，最後行省取代路成為一級行政區，形成行省制，这是中国历史上首次正式在全国实行行省制度。元朝行政區劃由高至低依序分為行省、路、府、州與縣，另有等同行省的宣政院辖地、歸中書省直轄的「腹裏」以及等同州的土司。

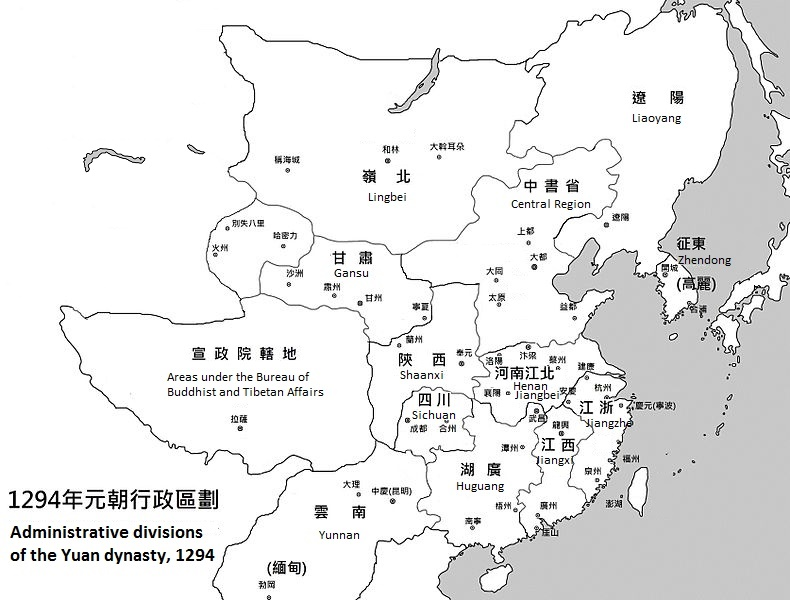
1294年忽必烈去世時的元朝行政區劃，其中征東行省實際上是傀儡國高麗

腹裏是由中書省直轄的路府，宣政院（初名总制院）辖地主管吐蕃地區。行政首長以蒙古人為主、漢人為副。每省設置丞相一員，其下有平章、左右丞相即參知政事官，名稱大略與中書省相同。元代在行省以下各行政區均設置達魯花赤作（斷事官）為地方首長，並以漢人或當地土人為副，以利蒙古人控制地方區域。每路以達魯花赤為主、總管為副各一員。而府州縣均以達魯花赤為主、尹為副。州、縣均分上中下三等，中下州改州尹為知州。土司分有宣慰使、宣撫使與安撫使，於湖廣行省境內設置十五個安撫司，又於湖廣、四川行省分至四個軍。邊區的安撫司和軍，約當內地的下州，也置達魯花赤為主，其副為地方人士。縣以下基層行政區劃設有城關的坊里制與農村的村社制。坊里制於城內分若干片，名曰隅（如東西隅、西南隅之類）。隅下設坊，置坊官、坊司。坊下設里或社，置里正、社長；有的設巷而不設里，置巷長。村社制又稱村疃制度，於縣下設鄉，置鄉長，有的改設里正。鄉之下設都，置主首。都之下設村社，社設社長。
行中书省全称为“某某等处行中书省”，简称“某某行中书省”或“某某行省”，源自金朝的行尚书省。這是基於新征服之地的文化差異太大，所以中央政府就專門設置外派單位來管轄之。由於战争等需求，行省除了負責行政之外也負責軍事，最後逐渐形成一级行政区。早在蒙古時期就設有燕京（華北漢地）、别失八里（西遼等今新疆地區）、阿母河（中亞河中地區）等三断事官或行尚書省。元朝初年的行省管辖范围很大，改变也比较频繁，主要由中书省宰执带相衔临时到某一地区负责行政或征伐事务。1260年，元世祖於國內設置十路宣撫司，次年罷之。隔年改設十路宣慰司，漸成定制，並且設置陝西四川行省。往後直到滅宋為止，大多採行宣慰司與行省並行的制度。行省大多依據西夏、大理疆域與南宋新失之地設置，稱為「中書省臣出行省事」，滅南宋将全国分为中書省直轄的腹裏、宣政院辖地與十多個行中书省，並設置專司征討外國的行省。1321年元英宗時期共設置十一個行省（包含在藩屬國高麗設置的征東行省）。至元朝末年，行省增至十五個。
- 一級行政區分布：

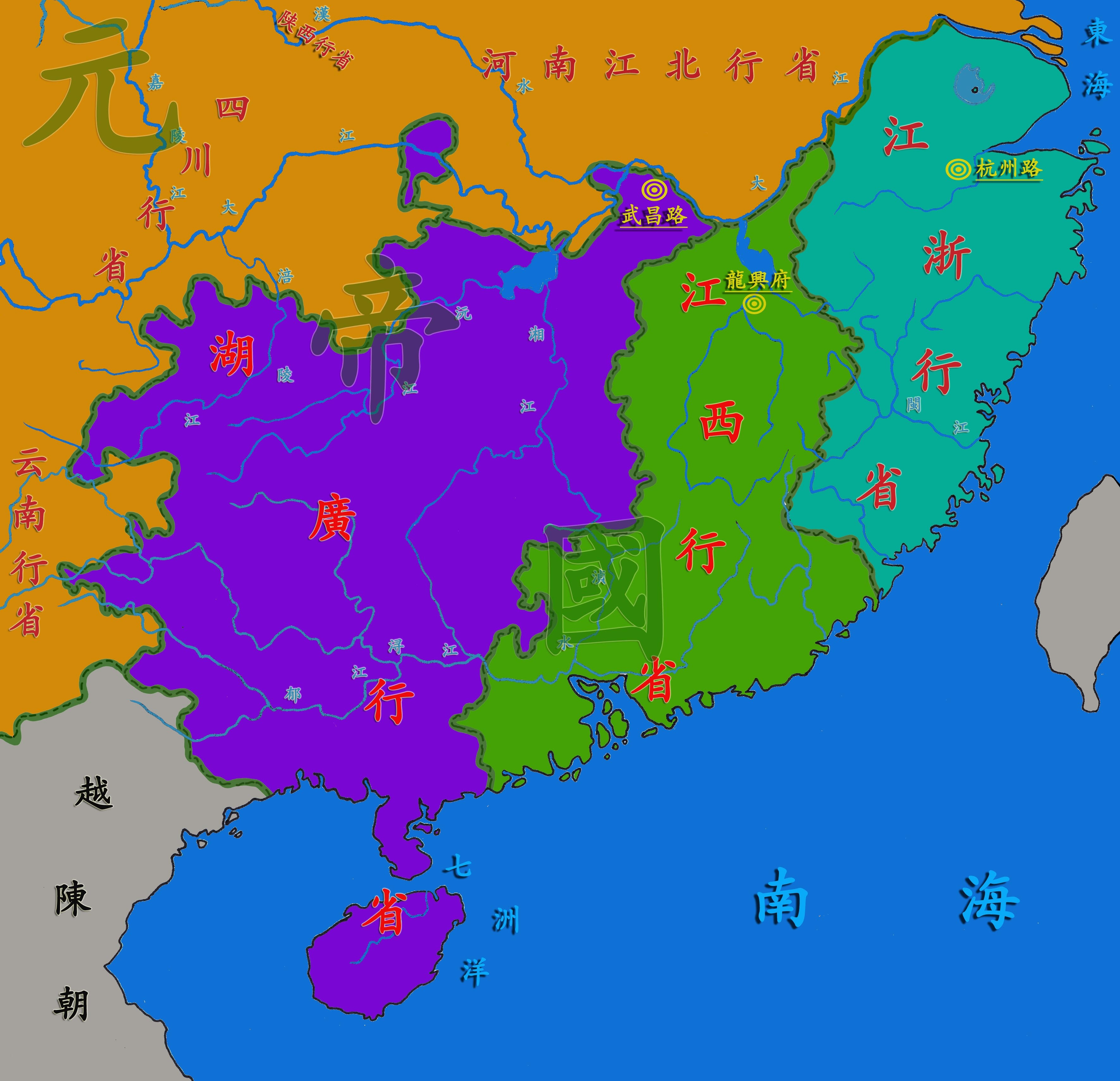
元世祖攻滅南宋後於南宋故土劃分的三個行省

1. 腹裏：由中书省直辖首都大都附近的中心之地，約今河北、山东、山西及内蒙古部分地区。
2. 宣政院轄地：宣政院除了管理全國佛教事務外，尚管辖吐蕃地区軍政事務，約今青海、西藏。
3. 行中書省：元世祖至元成宗時期設有十個，陕西、辽阳、甘肃、河南江北、四川、云南、湖广、江浙、江西、岭北行中书省。
4. 另外甘肃行省之西的哈密力（今哈密地区）、北庭都元帅府（别失八里）與火州之地不属任何行省管轄[57]。

- 征討行省分布：

1. 征宋行省：如中统和至元前期的陕西四川行省、河东行省、北京行省、山东行省、西夏中兴行省、南京河南府等路行省、云南行省、平宋战争前后的荆湖行省、江淮行省等。滅宋後定型為一般的行中書省。
2. 征外行省：於高麗設置征東行省（又称征日本行省）、於缅甸（蒲甘王朝）設置缅中行省（又称征缅行省）、於安南（陳朝）設置交趾行省（又称安南行省）、於占城設置占城行省（蒙越戰爭失敗後撤銷）。這些都是臨時性的建置，事畢即罷。只有征東行省，到元朝中期之後，穩定成高麗王的頭銜。行省丞相分别由該國國王或遠征軍主將擔任，自辟官屬，且財賦不入都省，视作藩属国，故與其他行省性質不同[57]。
3. 平亂行省：元末民變時，元廷爲便於鎮壓民變軍，先後於腹裏地區的濟寧（今山東巨野）、彰德（今河南安陽）、冀寧（今山西太原）、保定、真定（今河北正定）、大同等地置中書分省。又分別設立淮南江北行省（至正十二年設於扬州）、福建行省（至正十六年設於福州，後分省泉州、建寧和延平）、山東行省（至正十七年）、廣西行省、膠東行省（至正二十三年）和福建江西行省（至正二十六年）。

另外元末民變的群雄也設置行省以便於統治，如天完之江南行省、汴梁行省、隴蜀行省、江西行省，韓宋之江南行省、益都行省，以及朱元璋所置江西行省、湖廣行省、江淮行省、江浙行省等。
元代行省之下的政区划分十分复杂且时常变化，简单时只存在行省、府州、县三级，复杂时则会出现行省、道（宣慰司）、路（总管府）、府州、县五级的情况。这跟元代“投下封邑”制度息息相关，具体政区分级可能有：
- 道（宣慰司）

元代的道的直接来源即宋金的道路制度。中统三年李璮之乱爆发后，元廷为监察境内汉族世侯，开始仿照宋制设立临时且辖区不定的宣慰司，此时宣慰司多数兼行省相副衔。随着中国的统一，过于庞大的行省已经无法有效处理省内事务，且也有外重内轻之嫌，故至元十五年以后，对宣慰司进行大量的改革，裁撤了宣慰使相副衔并改任行省下属，使之成为辖区固定的行省分支机构及分管区域，其辖区划分也大致与宋金的道路级政区重合。同时由于行省首府附近的地域不设宣慰司，因此产生了直属省部的路州以及分属诸道的路州，但性质上这些都属于“直隶路州”。
- 直隶路州与封邑型政区

元代直隶于省部或宣慰司道的路州中存在大量的投下封邑型政区，这也是造成元代行政区划层级严重混乱的主要原因。基本上，直隶省部或宣慰司道的路州政区除少数冲要繁盛之地外，都是分封予汉族世侯和蒙古宗室的投下封邑。根据其规模户口的大小，可以分为总管府路、府、州三类，其关系则可参考吴澄所云“皇元因前代郡县之制损益之。郡之大者曰路。其次曰府若州……府若州，如古次国、小国。路设总管府，如古大国之为连率”。
1. 总管府路：总管府路的设置与宣慰司道相似，也是源于宋金的道路制度，但目的性质不尽相同。蒙古初入主中原，以四大世侯为首的汉族地方军阀向蒙廷效忠，蒙廷则依仿金代制度，授予“某路都元帅”“某路都总管”的头衔，确认其在地方的高度世袭自治权，从而建立在汉地的政权机构，是为总管府路之滥觞，此时诸路规模建制与金代诸路相仿，四大世侯为首的有力总管其辖区更大。李璮之乱爆发后，元世祖为削弱地方割据势力，不但开始设置流官监察的宣慰司道，同时也对这类具有封邑性质的总管府路进行拆分，使一路仅辖三至四府州，但并没有改变总管府路封邑的政区性质，而是把它们转封给蒙古宗室，转封过程遵从“画境之制”，尽量使一王之封自成一路。灭宋后，置路以封诸侯的制度也在旧宋属地推行，这次的划分则更加零散，甚至到了“一州自成一路”的状况。
2. 直隶府：除了总管府路的属府属州，一些府因为地处冲要或者以一府为封邑（主要在北方）而直隶于省部或宣慰司。少数人口众多地域广大的直隶散府（如南阳府、汝宁府、归德府等）经过后世的属区调整后更辖属州。直隶府与总管府路相比数量非常稀少，并非投下封邑的主要形态。
3. 直隶州：与直隶府相似，极少数一些地处冲要或以一州为封邑的州（主要在北方）也直隶于省部或宣慰司。比较特殊的状况是，假如一些宗王的封地只有一县（比如蒙古开国功臣畏答儿之孙忽都虎郡王的封邑阳山县）的话，该县一般会升格为直隶州（升为桂阳州）。直隶州的数目比直隶府稍多，但仍远不及总管府路。

封邑型政区与其他直隶路州的最大区别在于达鲁花赤的设置，封邑型政区的达鲁花赤最早不由中央简任，而是由封君选任，作为封君在其封邑的代理人，行使最高决策权，保证封君在封邑的利益，而为了强化中央集权，一般上实际负责路州行政的总管、知府等为朝廷选任。
- 统县型政区

统县型政区即直接统领县级政区的中层政区，同样分为路（实质上为总管府路之首府即总府，总府所辖县在史料中多记述为直辖于路）、府、州三类，这些政区或作为投下封邑的一部分隶属于总管府路或部分直隶府（称为属府、属州），或作为独立的封邑直隶于省部或宣慰司道。其中属府的数量非常少，主要的统县型政区依然是属州。

## 政治制度
元朝與蒙古帝國的皇位繼承異於中國歷代王朝，採取庫力台大會推舉的制度，由王室貴族公推大家的領袖。而元朝皇帝也是兼任蒙古帝國的可汗，由於元世祖的汗位沒有經過庫力台大會的認可，使得四大汗國紛紛不奉正朔，直到元成宗方恢復宗主關係。元世祖建立元朝後，有意立真金為太子，定傳子之局，可惜真金早死而使繼承問題又浮現。元朝而後常因皇太子早死或兄弟爭位而動盪不安，中期又有武仁之約的協定，武宗系與仁宗系交替繼承皇位，然而又因元仁宗廢除協定而再度混亂。元朝的繼承問題直到元順帝方穩定，但也進入元朝末期。元朝政治制度與金朝一樣承襲宋朝制度，採取文武分權的制度，以中書省總理政務，樞密院掌管兵權。然而元朝的中書省已成為中央最高行政機關，元朝不設置門下省，尚書省時設時不設，僅元世祖時期與元武宗時期有設置，所以門下省與尚書省的權力皆交給中書省。中書省統領六部，主持全国政务，形成明清內閣制的先驅。其組織架構繼承南宋體制，宰相的稱呼共有中書令、司統率百官與總理政務等，常以皇太子兼任。下分左右丞相，中書令缺則總領中書事務。平章政事又居次，凡軍國重事，無不參決。副相方面有左右丞、參政等。六部共有吏部、户部、礼部、兵部、刑部與工部，內有尚書、侍郎。尚书省主要负责财政事务，不过时置时废。枢密院执掌军事，御史台负责督察，與宋朝制度大致相同，然而在地方設有行中書省、行樞密院與行御史台。此外又有掌管學校的集賢院、掌管御膳的宣徽院、掌管驛傳的通政院，其他還有太常禮儀院、太史院、太醫院與將作院，略前代的九寺諸監。最後新成立的是宣政院（初名总制院），负责佛教及吐蕃（今西藏）地区军政事务，這是前代所沒有的。
元朝在推行漢人的典章制度與維護蒙古舊法之間，時常發生衝突，並且分裂成守舊派與崇漢派。早在元太祖成吉思汗攻佔漢地後，有賴耶律楚材與木華黎推行漢法以維護其典章制度。當時近臣別迭建議將汉人驱赶並把中原变成大牧场以收取財富，遭到耶律楚材的反對，他認為可用徵稅的方式獲得財富，因此保留了漢地的典章制度。他積極改變蒙古軍以往「凡攻城邑，敵以矢石相加者，即為拒命，既克，必殺之。」的作風，努力興科祟儒、整頓吏治，實為漢法推行之祖。木華黎為了便於管理漢地，也於漢族四大世侯合作，逐漸鞏固了對河北、山西等地的治理。

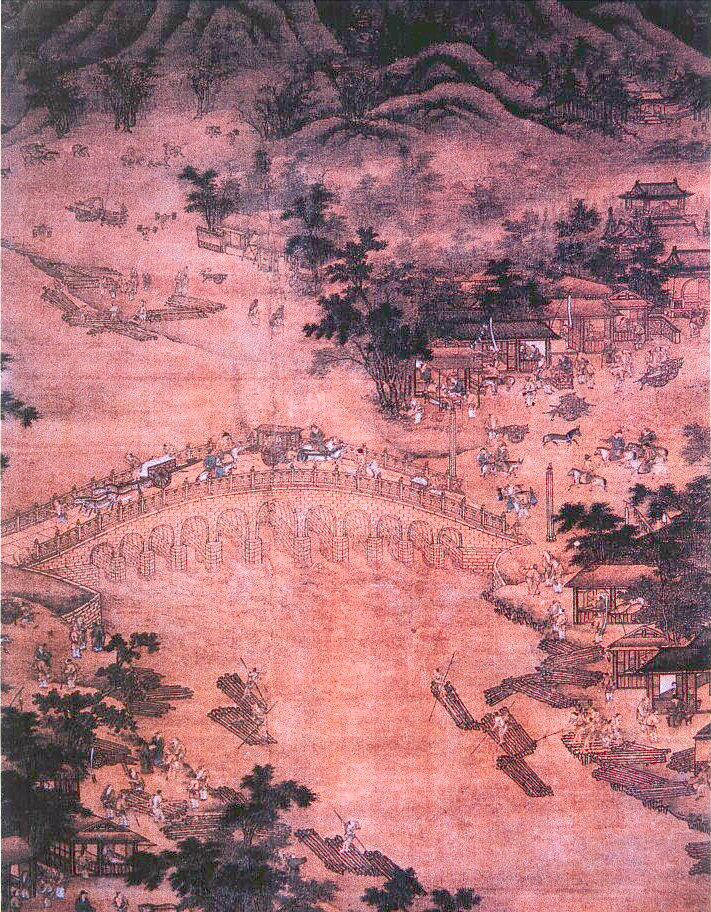
《卢沟筏运图》，描绘1266年元世祖在卢沟桥附近河運石木以建造大都宫殿的情景

後來管理漢地的元世祖忽必烈也積極推動漢法，任用了大批漢族幕僚和儒士等创设典章制度，如劉秉忠、許衡和姚樞等，並提出了「行漢法」的主張。積極推動了學習漢文的熱潮。如元世祖就非常熟悉漢文典籍、禮儀制度，並能用漢文創作詩歌，並且還以法律的形式規定，太子必須學習漢文。接受儒士元好問和張德輝提議的「儒教大宗師」稱號。忽必烈最後在大都建元稱帝，創建中國式的元朝，建立了一套以傳統中國中央集權作藍本的政治體制，例如设立了三省六部和司农司等一系列专司机构，使用中原的统治机构来统治人民，任劉秉忠等人的规划建立首都大都。然而，元世祖在李璮叛亂後，對漢人的信任下降。而四大汗國以及守舊派蒙古王室都不滿元世祖行漢法的舉動，或叛變或疏遠之。元世祖晚年也漸與儒臣疏遠，任用阿合馬、盧世榮與桑哥等色目人與漢人為首的理財派，漢法最後未成為一套完整的體系。後來的元仁宗、元英宗、元文宗與元順帝等人更是可以純熟地運用漢文進行創作。一些入居中原的蒙古貴族，羨慕漢文化，還請了儒生當家庭教師教育子女。為了學習方便還翻譯了許多漢文典籍，諸如《通鑒節要》、《論語》、《孟子》、《大學》、《中庸》、《周禮》、《春秋》、《孝經》等。但崇漢派與守舊派時常發生衝突與政變，例如南坡之變等。
在人才選用方面，元朝雖然许多制度都沿袭了宋朝，但關於科舉，元朝前期並沒有常態化的定期舉辦科舉，因此高級官僚的錄用端看與元廷關係遠近而決定，主要採取世襲、恩蔭與推舉制的方式。此外尚有循胥吏（小公務員）昇進為官僚的方式，這與宋朝制度大異。宋朝官與吏的界限分明，胥吏大多以胥吏為終，然而元朝因為缺乏科舉取才，就以推舉或考試胥吏的方式晉升為官，這打破官吏屛障，使官吏成為上下的關係。科舉選材方面，窩闊台汗聽從耶律楚材建議，召集名儒講經於東宮，率大臣子弟聽講。又置“編修所”於燕京，“經籍所”於平陽，倡導學習漢族古代文化，又在1234年設“經書國子學”，以馮誌常為總教習，命侍臣子弟 18人入學，學習漢文化。並且於1238年以術忽德和劉中舉辦戊戌選試，此次科举取士录取4030人，並且建立儒户以保護士大夫。但最後仍廢除科舉，改採推舉制度，往後於1252年與1276年兩次共入選3890儒户。元世祖忽必烈即位後，正式設立了國子學，以河南許衡為集賢大學士兼國子祭酒，親擇蒙古子弟使教之，遍學儒家經典文史，培養統治人才。1289年元世祖下诏登記江南人口户籍，次年正式施行推舉制度，此次登記成为后来户计的依据。直到1313年，提倡漢化運動的元仁宗下诏恢复科举，元仁宗恢复科举，由程钜夫、李孟、许师敬拟定元朝科举制度。1314年八月在全国的17处考场，举行乡试，1315年二月和三月相继在大都举行会试和殿试（廷试），因为是在延祐年间举行的，史称“延祐復科”，本次科舉以程朱理學為考試的內容。榜分左右兩榜，官位相同，第一名從六品，第二名以下及第二甲，皆正七品，进士三甲以下都能授正八品官员，如1238年戊戌选试的状元杨奂，1315年的乙卯科左榜状元张起岩。元朝前後共舉行過16次，選舉蒙古、色目、漢人、南人進士約1100余人。蒙古、色目人應舉者遠遠少於漢人、南人。然而為了保障蒙古人與色目人的名額，實行難度不同的「分榜取士」，並且給蒙古人與色目人保留了超過其應舉比例的名額，這也讓蒙古與色目子弟失去了學習漢族文化的積極性和進取精神。《元统元年进士录》的记载称四等人名额相等，各25人，但读书人总数确实南人、汉人要远多于蒙古、色目，因此也有破例，如延佑首科的录取名额给左榜的要远多于右榜。雖然是聊勝於無的科舉，但在形式上已經恢復，且持續坚持下去。原來放弃科举的士子重新獲得了入仕機會，因此漢族士大夫莫不對元廷忠心耿耿。在元朝滅亡之際，捨身殉國的就有很多是科舉出身者，可見科舉復辦對懷柔漢族士大夫有一定效果。
元朝行政特點是使用大量公式化的公文格式和斷例，稱條格。

## 外交
元朝時與各國外交往來頻繁，各地派遣的使節、傳教士、商旅等絡繹不絕，其中威尼斯商人尼可羅兄弟及其子馬可波羅成為得到元朝皇帝寵信，在元朝擔任外交專使的外國人。元廷曾要求周边一些国家或地区（包括日本、安南、占城、缅甸、爪哇）臣服，接受与元朝的朝贡关系，但遭到拒绝，故派遣军队进攻攻打这些国家或地区，其中以元日戰爭最为著名，也最惨烈。

### 東北亞諸國

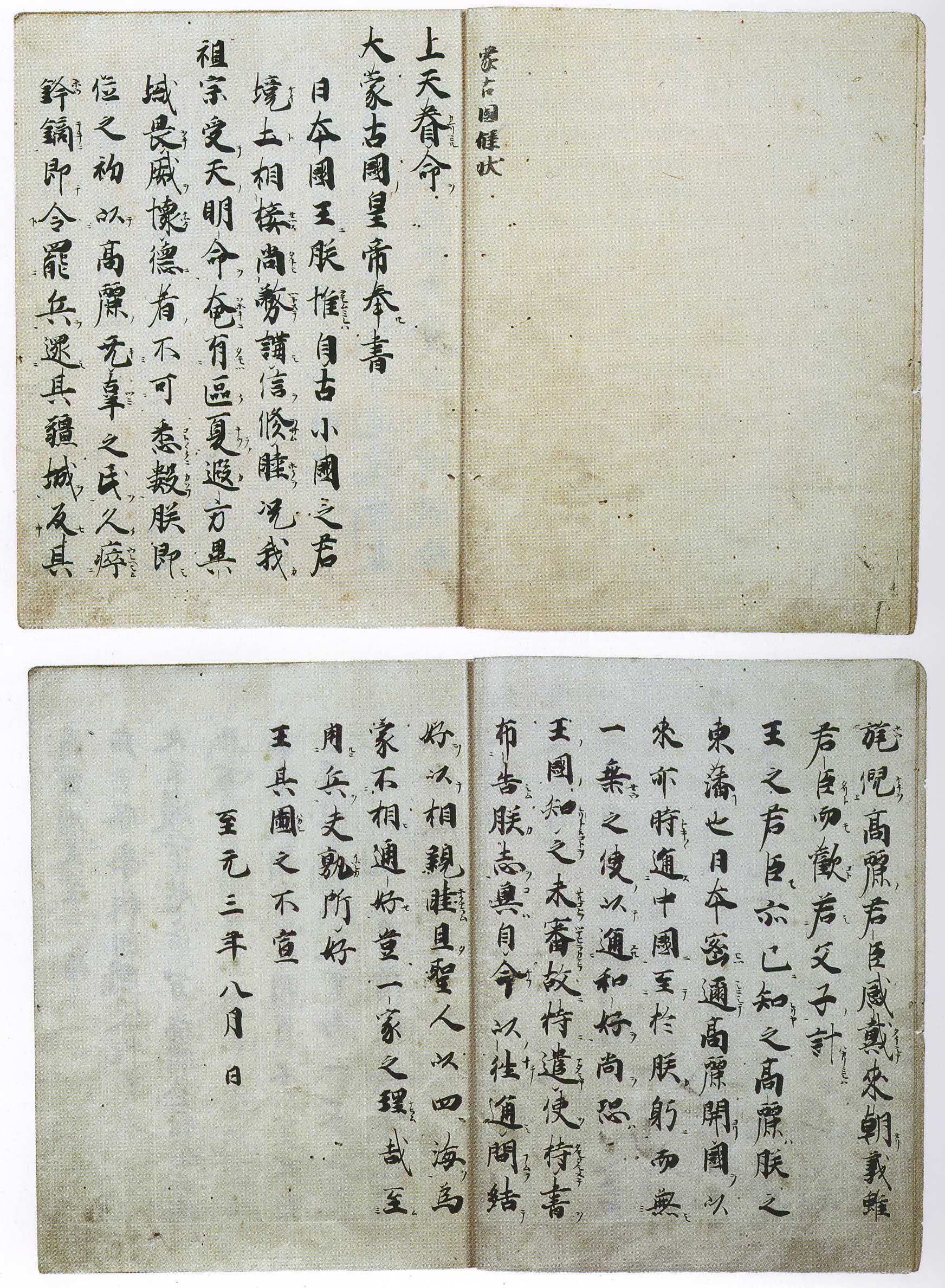
1266年元世祖忽必烈给日本的国书，被称为“蒙古国牒状”

東北方面有高麗王朝與日本鎌倉幕府。高麗王朝領有朝鮮半島，之後被崔氏政權統治，高麗王變成傀儡。高麗先後臣服於遼朝與金朝，蒙古興起後與高麗共同伐金，並約為兄弟之國。1225年蒙古要求高麗向其朝貢，蒙古使節抵達義州邊境時，被高麗所害，當時蒙古忙於西征，無暇征討。1231年窩闊臺汗派撒禮塔率兵入侵高麗，崔氏政權領袖崔瑀抵禦失敗，高麗首都松都（今開城）被攻陷，史稱高麗蒙古戰爭。蒙軍設置多位達魯花赤以監督高麗政事。隔年崔瑀殺死達魯花赤，擁護高麗王高麗高宗從松都遷往江華島，並且長期抗蒙，另外三別抄軍抵抗蒙軍至1273年。然而高麗朝廷分裂成反戰的文派，與抗蒙的崔氏政權。貴由、蒙哥時又四次討伐掠奪高麗地，1258年崔氏政權被顛覆後，高麗高宗遣子稱臣，正式成為蒙古的藩屬國。1283年元世祖為了討伐日本，於高麗國設置征東行省，高麗王為行省的左丞相，內政受蒙古人控制。高麗君主從忠烈王開始娶蒙古公主為妻，高麗君主繼承人按照約定，必須在元大都以蒙古人的方式長大成人後，方可回高麗。高麗成為元朝的藩屬國後，元世祖六次遣使者要求日本朝貢，均告失敗，於是發起元日戰爭。1274年元军發動第一次侵日戰爭，日本史書稱為“文永之役”，元廷派三萬二千餘人東征日本，最後因為颱風侵襲而傷亡慘重。1281年七月，忽必烈又發動第二次侵日戰爭，日本史書稱為“弘安之役”，由范文虎、李庭率江南軍十餘萬人，到達壹岐、志賀等島，因日軍積極抵抗，且元軍又遇到颱風，最後再度慘敗。通常认为台风（日本人称之为“神风”）與元軍不擅水戰是造成失败的最大原因（另一方面，據稱高麗和南宋工匠故意製作式樣錯誤的戰船）。而後元世祖又準備第三次東征，因大臣勸阻，再加上出兵安南的緣故而罷。而後元世祖多次遣使均遭日本拒絕，通使关系一直未能建立，但是元朝與日本的经济和文化交流仍然十分繁盛，来元日本人以商人與禅僧最多。元廷令沿海官司通日本国人市舶，主要港口是庆元（今寧波）。

### 南洋諸國

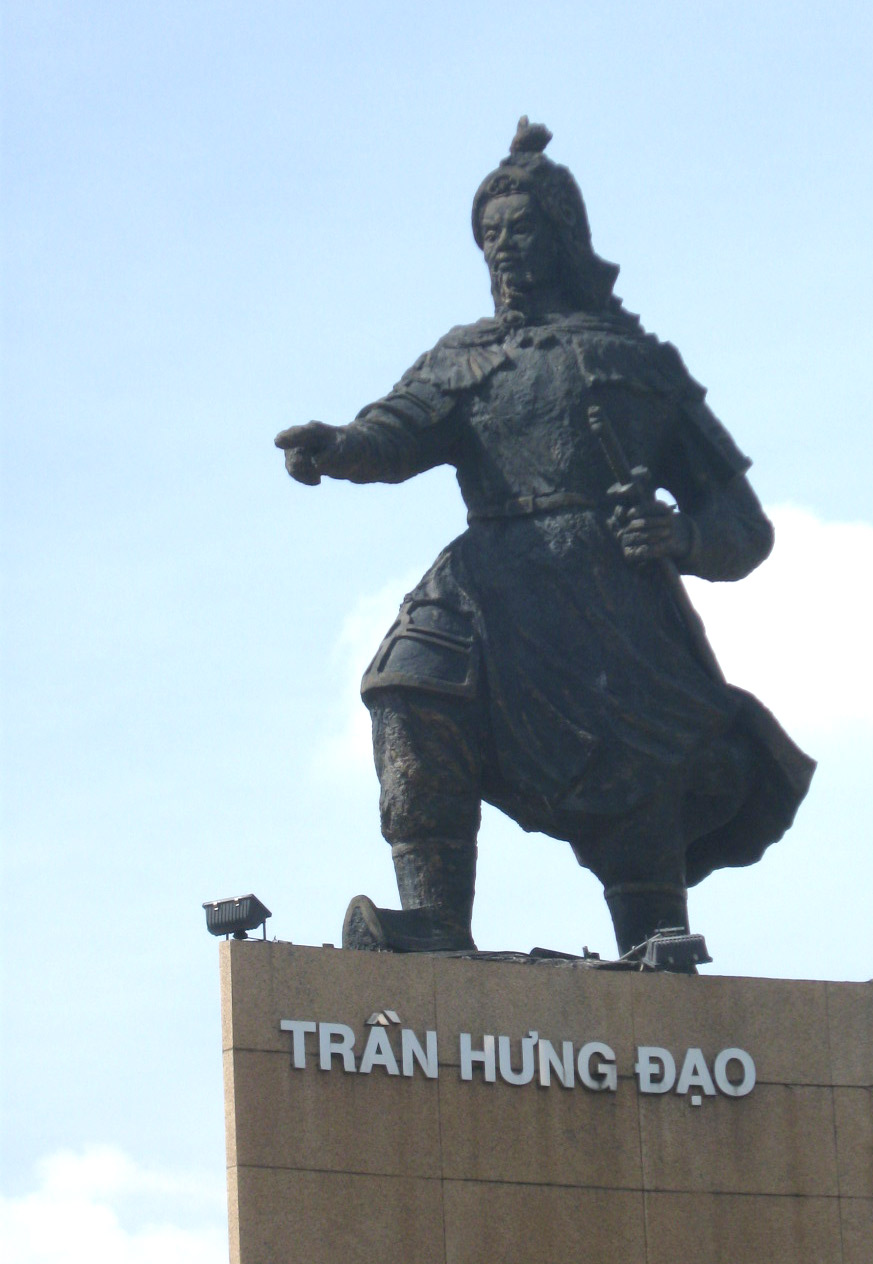
陳興道是蒙越戰爭中越南陳朝的大將，圖為胡志明市的陳興道雕像

南洋諸國有安南（陳朝）、占城與爪哇（滿者伯夷）等國。安南國據有今越南北部，於五代北宋時期獨立於中華。蒙古大汗蒙哥於1257年派兀良哈台南攻安南，蒙越戰爭爆發。越南陳太宗被蒙軍擊敗，上表稱臣，蒙哥封為安南國王，而越南陳聖宗繼位後不願向元朝稱臣。當時在安南南方還有占城國，1282年占城國王因陀羅跋摩六世遣使朝貢，元世祖因此設置荊湖占城行中書省，以阿里海牙為該行省的平章政事。由於占城王扣留元使，元世祖藉此發兵分水陸攻打占城與安南。他以唆都率水軍由廣州渡海攻打占城。隔年蒙古水軍攻下占城國王據守的木城，占城國王因陀羅跋摩六世求和，但於蒙古退軍後殺使者。1284年元世祖再派鎮南王脫歡、阿里海牙與唆都率陸軍借道安南南征占城，被時任太上皇的陳聖宗反抗而爆發戰爭。元軍大舉入侵，占領安南國都。但陳聖宗、陳興道率領的陳軍積極抵抗，並且瘟疫四竄。最後元軍於1285年撤退，途中遭安南軍襲擊，損失過半。而後1288年又南征失敗，隨後安南請和。這場戰爭至元成宗才廢止，安南與占城相繼入貢元廷。當時南洋群島諸國，也多貢於元朝。有名的有馬蘭丹（今馬六甲）、蘇木都拉（今蘇門答臘）等。1292年元世祖命亦黑迷失、史弼與高兴率福建水軍南征爪哇滿者伯夷王國，並降其鄰國葛郎（爪哇島以東），但中計受突擊，戰敗而還，以後爪哇仍然派使朝貢。另外自元世祖起亦曾派使者招降泉州和澎湖外海的瑠求，但探訪未果，其在東南外海的統治所及僅至設立巡檢司的澎湖。

### 西南地區
西南地區有大理國、吐蕃、緬甸（蒲甘王朝）、八百媳婦國（蘭納泰王國）與暹邏。大理源自唐朝的南詔，937年由段思平滅南詔建國，占有現今雲南地區，後由高昇泰等高氏政權掌控。1252年蒙哥汗命忽必烈與兀良合台自四川迂迴南滅大理，原大理國王段氏被任為大理世襲總管。吐蕃自晚唐就走向分裂，但其境內藏傳佛教（又被汉人贬稱为喇嘛教）在经历过一次毁灭的打击之后复苏。1247年窩闊台汗次子闊端召請萨迦班智達贡嘎坚赞來涼州，史稱涼州會盟，此後萨迦派與蒙古大汗形成了布施關係（詳見元朝治藏歷史）。元世祖忽必烈封贡嘎坚赞的侄子八思巴為「帝師」，兼任總制院（後改為宣政院）院使，取得了統治吐蕃地區的權力，再由萨迦法王往下分封土地。緬甸為唐朝的驃國，宋朝以後稱緬，國內部落稱甸，所以又稱緬甸。元朝初期緬甸為蒲甘王朝，其王朝西併阿剌干（今孟加拉灣一帶），南併勃固（今仰光以北），並進占暹羅。元世祖派使招降不從，緬甸反派軍入侵雲南，元緬戰爭爆發，而後元兵又多次進攻緬甸。1283年元世祖派軍入侵緬甸，兩年後緬甸王請和。1287年緬甸內亂，元軍乘機進攻緬甸，蒲甘城破，緬甸成為元朝的藩屬，緬甸王那羅梯訶波帝失去王位，元廷建緬中行省，而後以蒲甘國王任行省左丞相，成為元朝傀儡。1368年撣族於緬甸東部阿瓦建立阿瓦王國，首領為阿散哥。孟族建都於馬達班，1369年遷都勃固，建立勃固王朝，二王國南北交戰。撣族阿散哥挾持緬甸王，使元成宗派元軍討伐，最後迫使阿散哥派使朝貢。蘭納泰王國（元人稱八百媳婦國）位於撣族東邊的金三角，曾聯合阿散哥抵抗元軍，元廷多次討伐未果，直到元泰定帝時才內附。暹羅地區原有素可泰王朝（元人稱暹國）、大城王國（元人稱羅斛）以及其他小國。暹國曾擴張其勢力於馬來半島，元成宗後遣使進貢八次。羅斛自元世祖末年就開始進貢，並於元末時期併吞暹國等小國，統一為暹羅國。

### 歐洲與非洲諸國

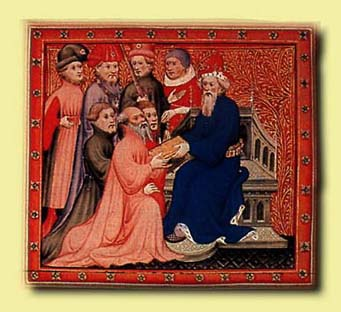
《马可·波罗游记》插图：马可·波罗和忽必烈汗在大都的王廷

在蒙古帝国進行三次西征的同時，正值教宗提倡十字軍東征進軍西亞地區的伊斯蘭國家以收復耶路撒冷；由於教宗急需外援以抗衡伊斯蘭教徒，同時歐洲的基督教國家剛經歷過蒙古第二次西征不久，再加上東西交通十分便利，紛紛派使者東行了解這個東方大國。教宗於1245年曾派柏郎嘉賓經欽察汗國到和林謁見貴由汗，返國著成《柏朗嘉賓蒙古行紀》。1253年法國國王路易九世派鲁不鲁乞以傳教為名到和林進見蒙哥汗，返國著有《魯不魯乞東遊記》。元朝建立后，与欧洲国家的往来仍旧频繁。最著名的是義大利探險家馬可波羅，他隨經商的父親、叔父於1275年到元朝進見元世祖，直至1291年才離去。他擔任元廷官吏，歷游元朝各地，其著寫的《馬可波羅遊記》對元朝進行多角度反映，吸引歐洲人東行中國。1316年義大利人鄂多立克經海路至元大都，參加了元泰定帝的宮廷慶典，回國著成《鄂多立克東遊錄》，範圍遠達西藏，對元大都及宮廷的描寫較細。另外元朝與非洲地區諸國也有來往，時人汪大淵在1330年和1337年二度飄洋過海親身經歷的南洋和西洋二百多個地方的地理、風土、物產，最後著成《島夷誌略》，影響明代初期的鄭和下西洋。

## 軍事

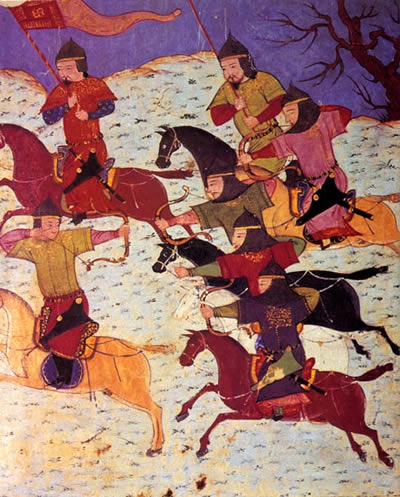
使用蒙古弓作戰的蒙古突騎

元朝军队按照親疏關係分成蒙古军、探马赤军、汉军與新附军等四個等級。蒙古軍與探马赤军主要是骑兵。汉军、新附军大多为步军，也配有部分骑兵。水军编有水军万户府、水军千户所等。炮军由炮手和制炮工匠组成，编有炮手万户府、炮手千户所，设有炮手总管等。一部分侍卫亲军中，还专置弩军千户所，管领禁卫军中的弓箭手。
蒙古军是元朝軍隊的骨幹，主要由蒙古族組成。蒙古軍早在成吉思汗統一蒙古時即創立，平时分布在草原上驻牧，战时临时招集。採用兵民合一的萬户制，按十进制编组成十户、百户、千户。只要是十五歲至七十以內的人皆服兵役，其童子稍微年長者也組成「漸丁軍」。元朝時期在汉地和江南军户中签发丁男应役。探馬赤軍又名簽軍，随着战争的发展，统治者需要一支蒙古军队长期留守被征服地区，于是从蒙古各部中“签发”了部分士兵，组成专门用于镇戍的探马赤军。自1217年木華黎討伐金朝時建立，由弘吉剌、兀魯兀、忙兀、札剌亦兒及亦乞烈思五部組成，西征花剌子模後回族、維吾爾族與突厥族等族成為探馬赤軍的一部分。探馬赤軍精於火砲與西方的回回砲，攻城力強。「下馬則屯聚牧養，上馬則備戰」。

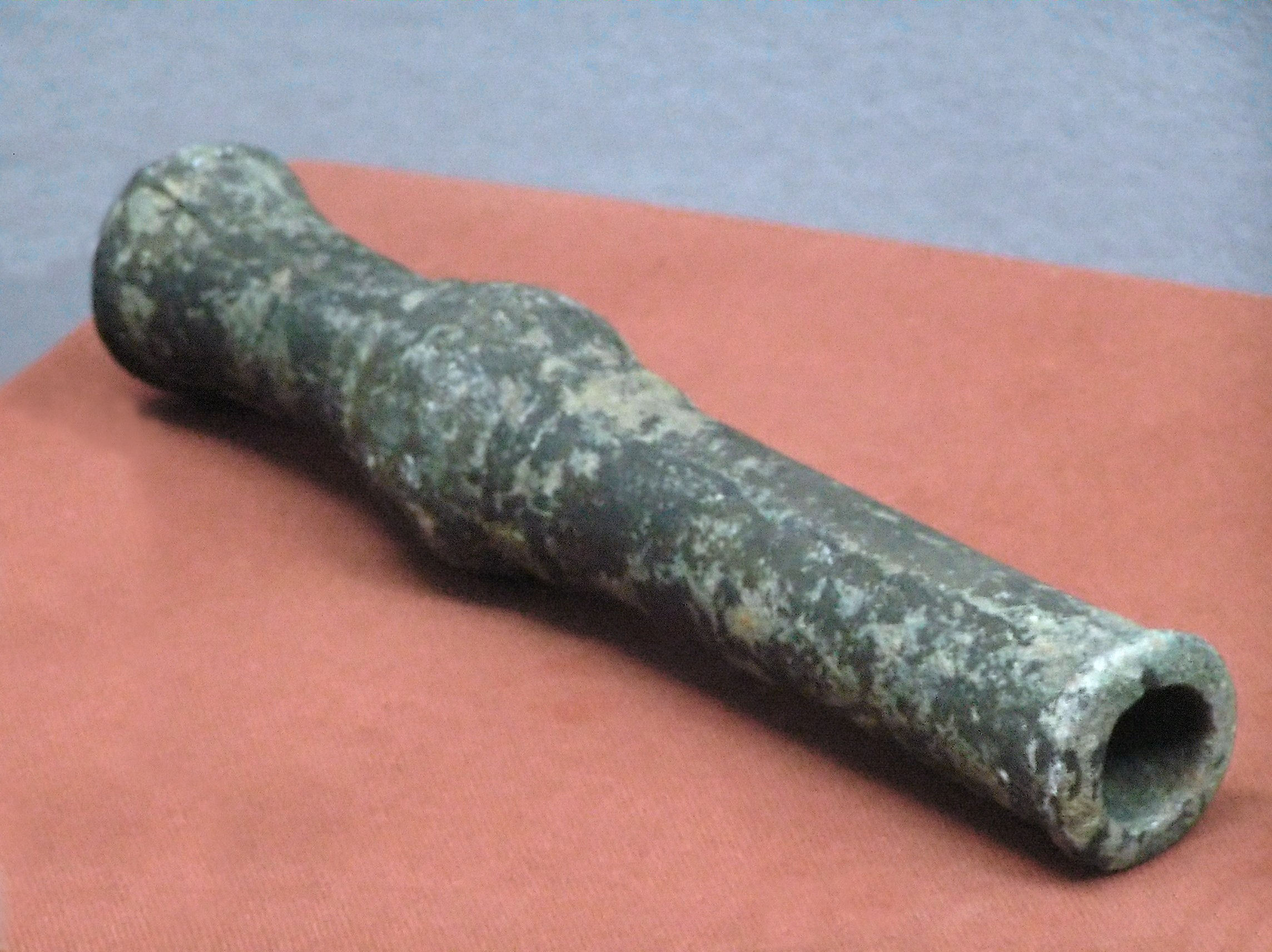
元朝的铜制手铳是中國兵器史上第一個金屬管形射擊火器

汉军是蒙古帝國占領漢地後發民為兵，主要由金朝女真與契丹降军、早期降蒙的南宋軍、漢地的地方漢族武裝勢力與签发漢地百姓等所組成。窩闊台汗於1229年收編金朝女真與契丹降軍，在漢地民戶中大規模簽發士兵，補充漢軍兵員，將蒙古軍的編製和官稱用於漢軍系統強。各漢軍萬戶統軍人數不等，「大者五、六萬，小者不下二、三萬」。漢軍有「舊軍」與「新軍」的區別。舊軍主要指敵國降軍和地方武裝勢力，新軍指從漢地百姓簽發的新兵。元世祖忽必烈即位後，蒙元帝國的統治重心由漠北草原移到了中原漢地。元世祖對軍隊體制進行改革，逐步建成中央宿衛軍和地方鎮戍軍兩大系統，確定了元軍的編製和隸屬關係，在元朝對外戰爭中，漢軍發揮了重要的作用。新附军主要是元朝南征南宋期間收邊的降軍，又被稱為新附漢軍、南軍等。新附軍內名號繁雜，而是元廷因士兵所具不同特點而起的名稱，如券軍、手號軍與鹽軍等等。估計當時新附軍的數量在二十萬人上下，元帝將新附軍分編到元軍的侍衛軍和鎮戌軍中；或以蒙古、漢人、南人建立新的軍府，管領新附軍人。每當有戰事發生，首先調發各軍中的新附軍出征，其餘則從事屯田和工役造作。經過多年的戰爭消耗和自然減員，新附軍數量日益減少，最後式微。

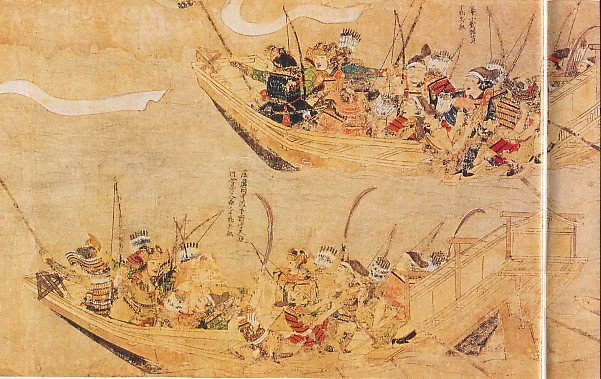
1293年文永之役元日水軍海戰，竹崎季長绘《蒙古襲来繪詞》

元朝的防衛分宿衛和鎮戍兩大系統。宿衛軍由怯薛和侍衛親軍構成，其中怯薛軍保留自成吉思汗創立的「四怯薛番直宿衛」，常額在萬人以上，元朝功臣博爾忽、博爾朮、木華黎、赤老溫或其後人充任怯薛長。在戰爭中，怯薛則是全軍的中堅力量，被稱之為「也客豁勒」（大中軍）；侍卫亲军则是忽必烈在华北汉人世侯的建议下所置，在初期蒙制怯薛未形成战斗力之时负责宿卫之职以及与阿里不哥争夺权力。其后，侍衛親軍用於保衛大都，衛設都指揮史或率史，隸屬於樞密院。鎮戍軍由蒙古軍和探馬赤軍守衛靠近京畿的要地，華北、陝西、四川的蒙古軍、探馬赤軍由各地的都萬戶府（都元帥府）統領，隸屬於樞密院。南方以蒙古軍、漢軍、新附軍共同駐守，防禦重點是江淮地區，隸屬於各行省。鎮戍諸軍，有警時由行樞密院統領，平時日常事務歸行省，但調遣更防等重要軍務則歸屬樞密院決定。
元朝水軍原是為了元滅宋之戰而準備，1270年命劉整建造大量水軍。襄樊之戰時元朝水軍與陸軍協同包圍襄陽，攻下後降將呂文煥又率元水軍與河岸陸軍協同於丁家洲之戰擊潰南宋水軍精銳，至此領有全部長江水域。而後張弘範又率元朝水軍（平底船）渡海南下追擊南宋海軍，最後於崖山海戰包圍殲滅之，元朝水軍在滅宋之戰有重要的功能。元朝融合了南宋和阿拉伯航海技术，使海軍技術更加成熟，然而在對外戰事中，元日戰爭與元爪戰爭均以失敗結束，而且對日戰爭兩次均被颱風所毀，只有對占城的戰役獲勝而已。

## 人口

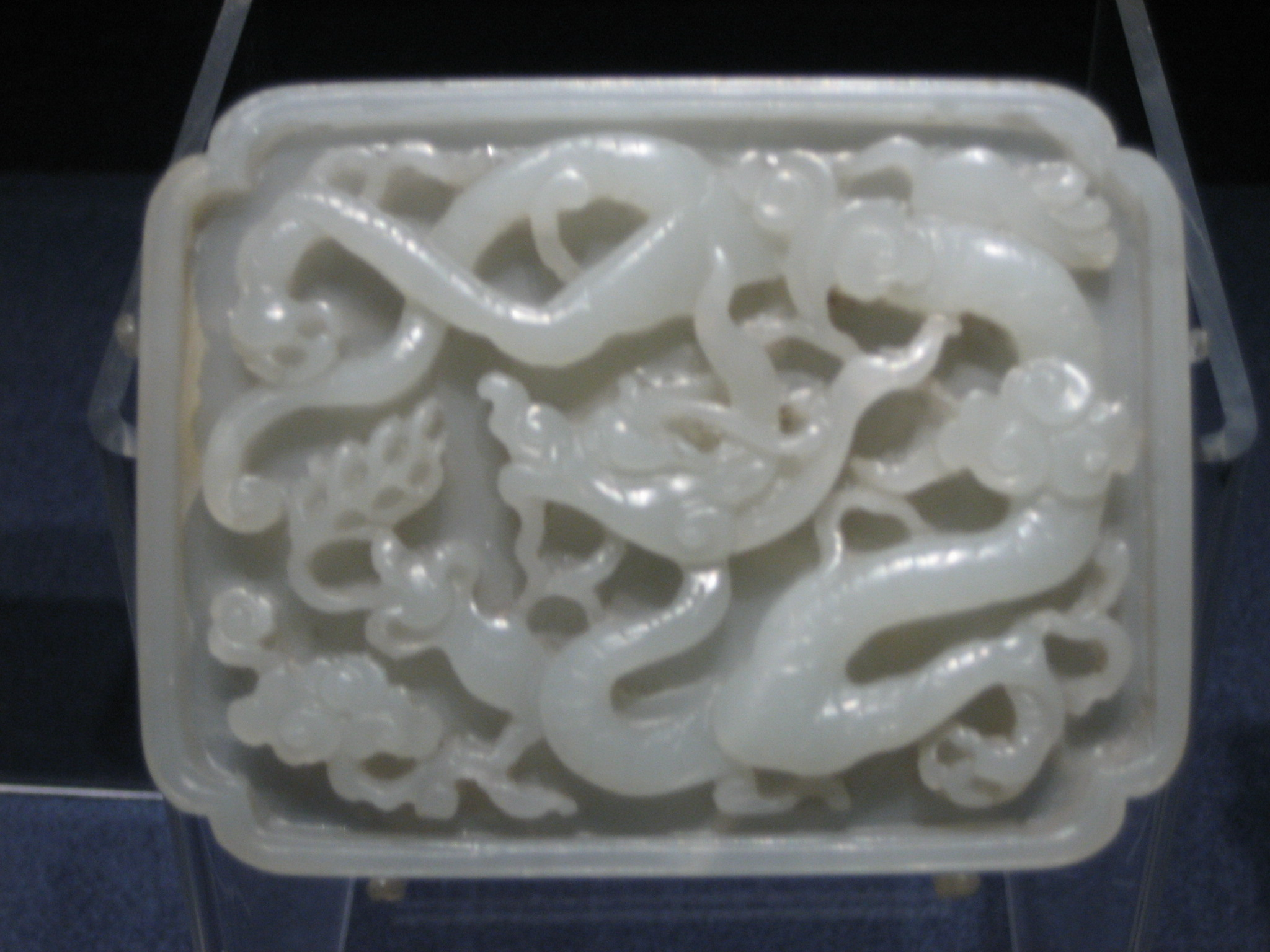
元代龍紋帶扣

早在蒙古時期，北方人口就不斷的南逃，總人數約占北方人口的十分之一，這種現象到惠宗时都還持續發生，元廷屢禁而不能止。在大蒙古國征服金朝期間在戰地进行了大规模屠杀和掠夺。随后的瘟疫与饥荒导致東亞地區大量人口消失，其中又以金朝的華北和南宋的川陕四路十分严重。这是导致“湖广填四川”移民运动发生的重大原因。
1234年3月9日金灭亡后，華北地區約有110万户與600万人，只有1208年的金朝人口5353万的13%。蒙古宋战争期間，南宋境内因战争总计消灭了大约1500万人口，主要集中在川陕四路地区。1279年元军完全剿灭四川的抗元勢力後，在1280年的户口调查仅为9万余户與50万余人，只有1231年蒙古入侵川陕四路地区前的4%。大蒙古國時期有過兩次戶口統計，先有1235年窝阔台汗推行的乙未籍户，獲得華北地區如燕京（今北京）、顺天（今河北保定）等三十六路的人口資料，後有1252年蒙哥汗完成的壬子籍户，顯示華北人口略有增加。1271年元世祖建国号为大元。雖然在元成宗到元順帝至正初年期間政治動盪不安，尽管每年也成百上千次人民起义，但社會上基本處於安定狀態，經濟大體上也是呈現增长的狀態，這些都促使人口增长，大約在惠宗至正十年（1351年）達到高峰。元順帝至正年間（1341年－1370年）全國發生多次大規模的災荒饑饉疾病和瘟疫，最終促使紅巾軍起義爆發。红巾军起义之后又造成人口大量減少。明太祖建國後論到：「前代革命之际，肆行屠戮，违天虐民，朕实不忍。」
元代戶口統計並不是准确，无法涵盖的人口包括逃戶、因土地兼併而蔭蔽的隱戶、流民以及私属人口等。朝廷不納入戶口統計的人口包括：嶺北等处行中书省、雲南等处行中书省、西南土司地區和宣政院轄地的居民；蒙古諸王、貴族、軍將的大量私屬人口（驅口、投下戶，怯憐口、打捕鷹房人戶）；獨立於州縣以外的諸色戶計（軍戶、站戶、匠戶、民屯戶、釋、道、儒戶、游食者）等。現在歷史學者只能根據史書的原始數據與他們掌握的歷史資料的來推斷，所以差異甚大，僅作參考。人口逃亡的现象很严重，如1241年，忽都虎等元籍诸路民户1,004,656户，逃户即达280,746户，占全部人户的28％。另外，隨著民族關係日益密切，往來與雜居也相當普遍。從蒙金战争时期就陸續有大批漢人被迁往蒙古草原以及天山南北、遼陽等处行中书省與雲南等处行中书省各地；蒙古與色目官員、軍戶、商人等也大量移居中原內地；雲南地區居住的蒙古人約十萬人左右；大都、上都等政治城市及杭州、泉州、鎮江等商業城市都居住許多蒙古人、畏兀儿（維吾爾祖先）、穆斯林、黨項人、女真人與契丹人等，促成民族之間經濟文化的交流。

### 「四等人制」
有說法認為由於蒙古人與漢人的人數比例極不平均，元廷為了保護蒙古人地位，主張蒙古至上主義，對於不同族群之間形成相對禮遇或相對受限的不同待遇，其優先順位的排序先後為蒙古人、色目人（包括西域各族和西夏人）、汉人（原金朝统治下人民）、南人（南宋统治下的漢人）等四類人，組成了四等人制的階級制度，雖然該制度并不见于官方文告及档案。有學者認為，元廷給蒙古人與色目人極大的權利，並讓汉人與南人負擔較大的賦稅與勞役，民族压迫和阶级压迫十分沉重。尽管学术界迄今并没有发现元代有把臣民明确划分为四等的专门法令，但元廷对于各民族的不平等态度却反映在一些政策和规定中，例如汉人打死怯薛需要偿命，而怯薛打死汉人只需「断罚出征，并全征烧埋银」（原文為怯薛歹蒙古人，怯薛歹為元代一特權階級）。元朝科舉中，蒙古人與色目人列為一榜，稱為「右榜」，他們只用考2場鄉試，會試及500字以上「策問一道」，但漢人和南人是「左榜」，要考3場鄉試，會試及1000字以上「策問一道」。此外汉人做官大多只能做副貳，只有少數漢人能為官高等，如元初的史天澤、元末的贺惟一等曾官拜丞相）。

### 「九儒十丐」
有說法認為「九儒十丐」是元朝的定制，顯示出在蒙古統治下儒士在社會的下等地位。此「九儒十丐」的說法來自南宋遺民謝枋得，其〈送方伯載歸三山序〉云：「滑稽之雄，以儒為戲者曰：『我大元制典，人有十等：一官、二吏；先之者，貴之也，貴之者，謂有益於國也。七匠、八娼、九儒、十丐；後之者，賤之也，賤之者，謂無益於國也。』嗟乎卑哉！介乎娼之下，丐之上者，今之儒也。」及同樣是南宋遺民的鄭思肖〈大義略序〉曰：「韃法，一官、二吏、三僧、四道、五醫、六工、七獵、八民、九儒、十丐。」但因其政治立場，並不能完全盡信，或作為元朝儒士社會地位低下的佐證。中外史學界已有學者對元代儒士的地位問題進行過深入的研究，否定了元代儒人地位低落的說法。
| 年代 | 戶數                        | 口數                                       | 備註 |
| --- | --------------------------- | ------------------------------------------ | --- |
| 西夏惠宗天賜禮盛國慶元年（1069年） |                             | 估2,300,000人                              | 西夏立國後的第二次高峰，第一次是1038年，243万人。                                                              |
| 金章宗泰和八年（1208年） | 8,413,164户                 | 53,532,151人                               | |
| 宋理宗端平元年（1234年） | 15,500,000户                | 估80,000,000人                             | 本年為南宋人口數的高峰值，同年蒙古滅金，史書無戶口數記載，史學家葛剑雄估算本年金朝统治区有大约110万户，600万。 |
| 窝阔台八年（1236年） | 11000000户                  | 估6,000,000人                              | 此時蒙古領有原金朝與西夏的華北地區，去年實施的乙未籍户至本年完成。                                             |
| 蒙哥二年（1252年） |                             | 估11,278,745人                             | 本年完成壬子籍户。                                                                                             |
| 中统元年(1260年) | 1,418,499户                 |                                            | |
| 至元十一年（1274年） | 15,788,941户 14,134,549户   |                                            | 元军於蒙古宋战争陸續攻下南宋的襄陽、建康與臨安，南宋的謝太后與宋恭帝投降。                                     |
| 至元二十七年（1290年） | 13,196,206戶 估15,000,000   | 58,834,711人 估75,306,000人 估75,000,000人 | 其中原南宋境内有户11,840,800户，原金境内有1,355,406户。此次人口统计数据不包括西南各省的“山泽溪洞之民”。        |
| 元世祖至元二十八年（1291年） | 13,430,332户                | 60,491,230人 估76,496,000人                | 另外江淮和四川11,430,878户,内郡1,999,444户，59,848,964人，游食者429,118人，僧、尼213,148人。                   |
| 元世祖至元三十年（1293年） | 14,002,760户                | 估79,816,000人                             | 这是《元史》记载的人口數的高峰值。                                                                             |
| 元文宗至顺元年（1330年） | 13,400,699户 估17,000,000戶 | 估84,873,000人 估85,000,000人              | |
| 元順帝至正十一年（1351年） | 估18,000,000户              | 估87,487,000人                             | 部分學者認為本年為元代人口數的高峰值。                                                                         |
| 註：本表數據僅包含“中国本土”（不含吐蕃、雲南、嶺北及遼陽行省）的居民，且未包含特定居民（如道士、僧侶等等），户口统计本身就有一定误差，蒙古贵族军将们又有大量的私户，此外还有军户、匠户等均不纳入人口统计不计入户口统计，所以僅供參考。本表數據參考《元史》、《新元史》、赵文林與谢淑君所著的《中国人口史》與吴松弟所著的《中国人口史》。 |                             |                                            | |

## 经济
元代经济呈现多元格局，经济活跃发达，大致上以农业为主，有学者认为其整體生產力雖然不如宋朝，但在生产技术、垦田面积、粮食产量、水利兴修以及棉花广泛种植等方面都取得了较大发展。蒙古人原来是游牧民族，草原时期以畜牧为主，经济单一，无所谓土地制度。蒙金战争时期，大臣耶律楚材建议保留汉人的农业生产，以提供財政上的收入来源，这个建议受到铁木真的采纳。窝阔台之后，为了巩固对汉地统治，实行了一些鼓励生产、安抚流亡的措施，农业生产逐漸恢复。特别是经济作物棉花的种植不断推广，棉花及棉纺织品在江南一带种植和运销都在南宋基础上有所增加。经济作物商品性生产的发展，就使当时基本上自给自足的农村经济，在某些方面渗入了商品货币经济关系。但是，由於元帝集中控制了大量的手工业工匠，经营日用工艺品的生产，官营手工业特别发达，对民间手工业则有一定的限制。
由于蒙古对商品交换依赖較大，同时受儒家轻商思想较少，故元朝比較提倡商業，使得商品经济十分繁荣，使其成为当时世界上相當富庶的国家。而元朝的首都大都，也成為當時闻名世界的商业中心。为了适应商品交换，元朝建立起世界上最早的完全的纸币流通制度，是中国历史上第一个完全以纸币作为流通货币的朝代，然而因濫發紙幣也造成惡性通貨膨脹。商品交流也促进了元代交通业的发展，改善了陆路、漕运，内河与海路交通。

### 農業
農業方面，宋真宗时推行的占城稻在元朝時已經推廣到全國各地。
1260年（中統元年），朝廷下令各路命各自所屬的宣撫司選擇當地一些通曉農事的人，充任隨處「勸農官」。公元1261年（中統二年），設立勸農司，並任命陳邃、崔斌等八人為使。公元1270年（至元七年），進一步設立專掌農桑水利的「司農司」，並任命左丞張文謙為卿。
1289年，元廷设置了浙东、江东、江西、湖广、福建等省木棉提举司，年征木棉布十万匹。1296年复定江南夏税折征木棉等物，反映出棉花种植的普遍及棉纺织业的发达。

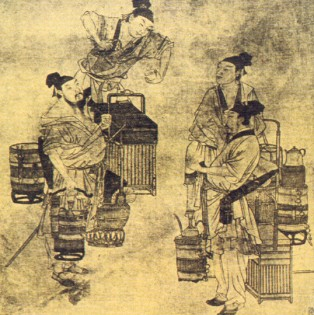
《斗茶图》，赵孟頫所繪，描寫元朝時鬥茶的情形

到了公元1329年，农业生产继续发展，南粮北运已多达三百五十多万石，说明这一阶段粮食生产的丰富，经济作物也獲得较大发展。江南地区早在南宋時已盛產棉花，北方陕甘一带又从西域传来了新的棉种。在當時，茶叶、棉花與甘蔗成為重要的三大经济作物。
元朝水利設施以華中、華南地區比較發達。元初曾设立了都水监和河渠司，专掌水利，逐步修复了前代的水利工程。陕西三白渠工程到元朝后期仍可溉田七万余顷。所修复的浙江海塘，对保护农业生产也起了较大作用。元朝農業技術繼承宋朝，南方人民曾采用了圩田、柜田、架田、涂田、沙田、梯田等扩大耕地的种植方法，對於生产工具又有改进。关于元朝的农具，在王祯的《农书》中有不少詳細的敘述。
元世祖為了清查土地徵收賦稅曾實行過土地所有者自報田地的經理法，由於未能確實執行，1314年元仁宗又派大臣往江浙、江西、河南三地實施經理法，但實施結果仍然弊端極多，人民紛起反抗，以至仁宗不得不下詔免三省自實田租二年，最後不了了之。
元朝土地仍可分为官田和私田两种。官田主要来自宋、金的官田，两朝皇亲国戚、权贵、豪右的土地，掠夺的民田，以及经过长期战乱所形成的无主荒地。元廷把所掌握的官田一部分作为屯田，一部分赏赐王公贵族和寺院僧侣，余下的则由政府直接招民耕种，收取地租。其屯田的數量極大，遍及全國，其中以河北、河南兩省最多。其中民屯是役使汉人屯垦收租，军屯则分给各军户，强迫相当于奴隶的“驱丁”耕种。私田是蒙古贵族和汉族地主的占地以及少量自耕农所有的田地。元朝以大量土地赏赐寺院，例如1316年元仁宗曾赐给上都开元寺江浙田二百顷、华严寺百顷。元朝也有一定数量的自耕农，然而地位很低下，生活十分困苦。

### 畜牧業

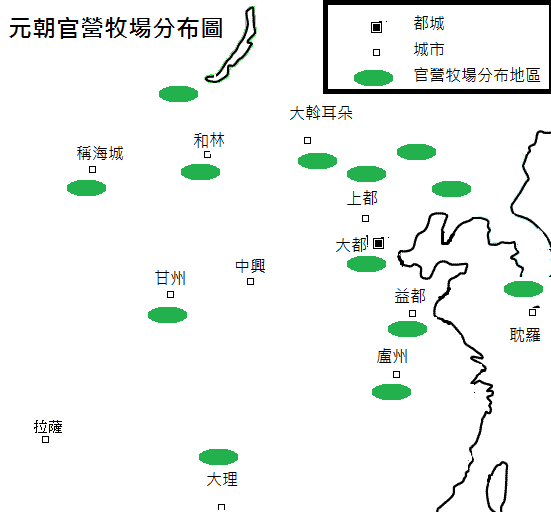
元朝官營牧場分布圖

元朝的畜牧政策以开辟牧场，扩大牲畜的牧养繁殖為主，尤其是孳息马群。畜牧业发展趋势不稳定，由元世祖时的盛况渐渐趋向衰退，到了元順帝時，畜牧业的衰败更为严重，其原因最大的是自然灾害。元朝完善了养马的管道，设立太仆寺、尚乘寺、群牧都转运司和买马制度等制度。元朝在全国设立了14个官马道，所有水草丰美的地方都用来牧放马群，自上都、大都以及玉你伯牙、折连怯呆儿，周回万里，无非牧地。元朝牧场广阔，西抵流沙，北际沙漠，东及辽海，凡属地气高寒，水甘草美，无非牧养之地。当时，大漠南北和西南地区的优良牧场，庐帐而居，随水草畜牧。江南和遼東諸處亦散滿了牧場，早已打破了國馬牧於北方，往年無飼於南者的界線。內地各郡縣亦有牧場。除作為官田者以外，這些牧場的部分地段往往由奪取民田而得。
牧場分為官牧場與私人牧場。官牧場是12世紀形成的大畜群所有制的高度發展形態，也是大汗和各級蒙古貴族的財產。大汗和貴族們通過戰爭掠奪，對所屬牧民徵收貢賦，收買和沒收所謂無主牲畜等方式進行大規模的畜牧業生產。元朝諸王分地都有王府的私有牧場，安西王忙哥剌，佔領大量田地進行牧馬，又擴占旁近世業民田30萬頃為牧場。雲南王忽哥赤的王府畜馬繁多，悉縱之郊，敗民禾稼，而牧人又在農家宿食，室無寧居。1331年以河間路清池、南皮縣牧地賜斡羅思駐冬。元世祖時，東平布衣趙天麟上《太平金鏡策》，云：今王公大人之家，或占民田近於千頃，不耕不稼，謂之草場，專放孳畜。可見，當時蒙古貴族的私人牧場所佔面積之大。
嶺北行省作為元朝皇室的祖宗根本之地，为了维护诸王、贵族的利益和保持国族的强盛，元帝对这个地区给予了特别的关注。畜牧业是岭北行省的主要经济生产部门，遇有自然灾害发生，元朝就从中原调拨大量粮食、布帛进行赈济，或赐银、钞，或购买羊马分给灾民；其灾民，也常由元廷发给资粮，遣送回居本部。元帝对诸王、公主、后妃、勋臣给予巨额赏赐，其目的在于巩固贵族、官僚集团之间的团结，以维持自己的皇权统治。皇帝对蒙古本土的巨额赏赐，无形中是对这一地区畜牧业生产的投资。

### 手工業

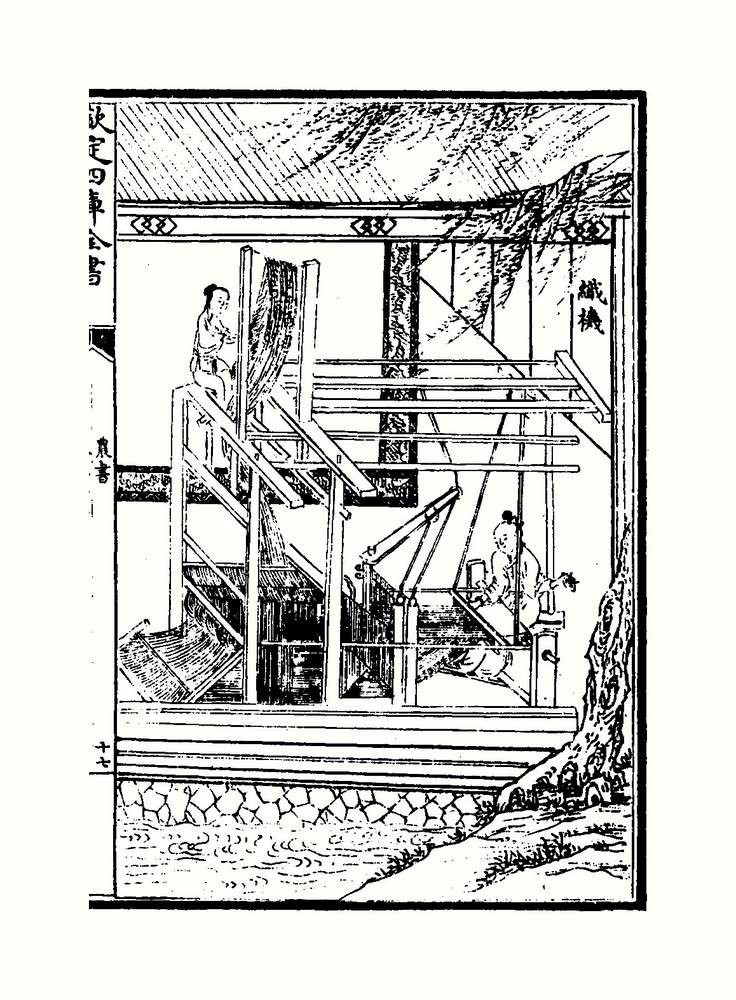
王禎《農書》記載的宋元纺织机

元朝手工業生產也有些進步，絲織業的發展以南方為主，長江下游的絹，在產量上居於首位，超過了黃河流域。元朝的加金絲織物稱為「納石矢」金錦，當時的織金錦包括兩大類：一類是用片金法織成的，用這種方法織成的金錦，金光奪目。另一類是用圓金法織成的，牢固耐用，但其金光色彩比較暗淡。棉纺织业到宋末元初起了变化，棉花由西北和东南两路迅速传入长江中下游平原和關中平原。加上元朝在五个省区设置了木棉提举司，“责民岁输木绵（棉）十万匹”，可见长江流域的棉布产量已相当可观。但当时由于工具简陋，技术低下，成品尚比较粗糙。1295年前后，婦女黄道婆把海南岛黎族的纺织技术带到松江府的乌泥泾，提升了纺织技術，被尊称为黄娘娘。
元朝的瓷器在宋代的基础上又有进步，著名的青花瓷就是元代的新产品。青花瓷器，造型优美，色彩清新，有很高的艺术价值。造船業十分發達，还有起碇用的轮车，并已经使用罗盘针导航。元朝的印刷技术，又比宋朝更有进步。活字印刷术不断改进，陆续发明了锡活字和木活字，并用来排印蒙文和汉文书籍。自1276年以来，已使用小块铜版铸印小型的蒙文和汉文印刷品，如纸币“至元通行宝钞”。套色版印刷术应用于刻书，如中兴路刊印的无闻和尚注《金刚经》。1298年王禎用木活字来印他所纂修的《大德旌德县志》，不到一月百部齐成，其效率很高。他又发明了转轮排字架，使用简单的机械，提高排字的效率。最後他總結成《造活字印书法》。
元朝行会组织还有应付官府需索、维护同业利益的作用，其組織的内部还更日趋周密。在元朝，“和雇”及“和买”，名义上是给价的，实际上却给价很少，常成为非法需索。虽然各行会多由豪商把持，对中小户进行剥削，但是由于官府科索繁重，同业需要共同来应付官府的需求，同时官府也要利用行会来控制手工业的各个行业。

### 商業

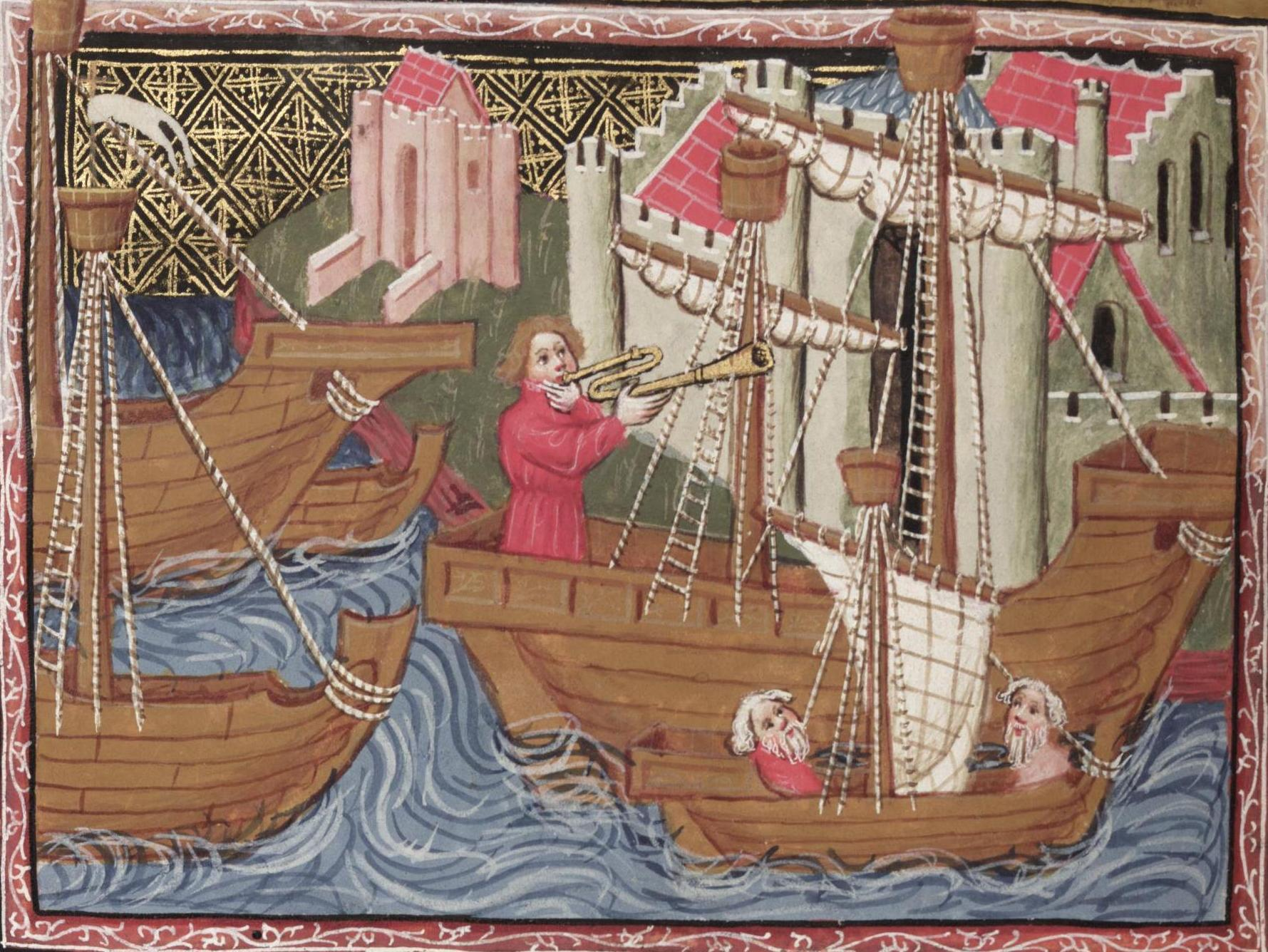
描绘元代泉州港繁荣景象的图画，来自于15世纪《马可波罗游记》手抄本

元朝透過专卖政策控制盐、酒、茶、农具、竹木等一切日用必需品的贸易，影响国内商业的发展。可是元朝幅员广阔，交通发达，所以往往鼓勵对外贸易政策，因而终元之世对外贸易颇为繁盛。元朝的对外贸易主要采取官营政策，并禁止汉人往海外经商。但实际上私商入海贸易的仍然很多，政府始终无法禁绝。元代海外贸易输出入商品，大体上与宋代相同。但奴隶贸易却有相当规模，贩运进口的有“黑厮”和“高丽奴”。
在生产发展的基础上，物资交流频繁，从而促进了商业城市的发展。元朝時临安仍改名杭州，其繁荣并不因南宋覆灭而衰退多少。由于北方人纷纷南迁，城厢内外人口更加稠密，商业繁荣。杭州是江浙行省的省会，地位重要，水陆交通便利，驿站最多，不但是南方国内商业中心，也是对外贸易的重要港口之一。江浙行中书省居各行中书省征收的商税和酒醋课的第一位，城内中外商民荟萃，住有不少埃及人和突厥人，还有古印度等国富商所建的大厦。泉州在宋元時期是東方第一大港，貨物的運輸量十分巨大，泉州的稅收僅次於前朝首都杭州。然而在元朝末年色目軍爆發亦思巴奚兵亂，導致外僑大量撤離，對外貿易中斷而衰。大都（今北京）是元朝的首都，在原来中都城的东北方建立新城，规模宏大，是全国政治、军事中心，也是陆路对外贸易和国内商业中心。达官贵人、富商大贾多在此聚居，人口稠密，城厢内外街道纵横，商肆栉比鳞次，工商业很繁荣，是世界闻名的大城市。州县以上的城市，商业比较发达的还有：
1. 长江下游和苏浙闽等地区的建康（南京）、平江（苏州）、扬州、镇江、吴江、吴兴、绍兴、衢州、福州等城市；
2. 长江中游地区的荆南、沙市、汉阳、襄阳、黄池、太平州、江州、隆兴等城市；
3. 长江上游川蜀地区的成都、叙州、遂宁等城市；
4. 沿海对外贸易城市的广州、泉州、明州、秀州、温州和江阴等等[24]。

### 貨幣制度

1287年元朝至元寳鈔

元朝為了加強對經濟的統制，因此以使用紙幣為主，鑄造錢幣比其他朝代要少。1260年元世祖發行了以絲为本位的「交鈔」與以白銀或金為本位的「中統元寶交鈔」（簡稱中統鈔或寶鈔），中統鈔没有设定流通期限，其紙幣持有者可以到官庫按照法令比價兌換銀或金等流通物資，但官庫會酌收工墨費，然而將此類物資向官府兌換成紙幣時則無須工墨費，其目的是確保寶鈔的貨幣地位以及讓官庫更容易收購物資。虽然蒙古帝国曾一度废除纸币，但在建立元朝之后再度啟用纸币並持续到元朝末期，而且纸币成为了元朝货币的核心。全國各路都設有兌換的機關——「平準庫」。兌換基金充足，准許兌現，兑换的时候征收两到三分的手续费（工墨鈔）。1276年，元廷大肆搜括物資而增發紙幣，並將各路準備金的金銀運往大都，引起物價上漲、紙幣貶值。1280年紙幣貶值為原來的十分之一。1287年物價已經「相去幾十餘倍」了，元廷為了穩定物價在該年發行「至元寶鈔」，和既有的中統鈔並行，對應比率為一比五。1350年元順帝又發行「至正寶鈔」，但是至正鈔在發行不久後就因發行過量嚴重貶值，引發通货膨胀、物價暴漲。而民間的日常交易、借貸、商品標價等仍慣用白銀，這時使用的白銀主要是銀錠和元寶。

### 赋稅與徭役
元代的賦稅依舊包括田賦、開採礦產的歲課、鹽稅等。但由於元代商業發達，商稅亦成為了政府的重要收入之一
關於元朝的田賦，《元史·食貨志一》說：「元之取民，大率以唐為法。其取於內郡者曰丁稅，曰地稅，此仿唐之租庸調也；取於江南者曰秋稅，曰夏稅，此仿唐之兩稅也。」這段話雖然並不確切，但至少說明了南北田賦制度的差異。中原田賦的徵收大概始於耶律楚材輔政以後。在這之前蒙古帝國根本沒有賦稅之制。元朝行於江南的田賦制度基本上沿用了宋代的兩稅制。
元朝人民還有一項很沉重的財政負擔，即科差，是徭役向賦稅轉化的一種形式。

## 文化
元朝統治中原，對中原傳統文化的影響大過對社會經濟的影響。像遼朝、金朝與西夏等征服王朝，他們為了提升本國文化，積極的吸收中華文化，進而逐漸漢化，然而蒙元對漢文化卻不甚積極。他們主要是為了維護本身文化，同時採用西亞文化與漢文化，並且提倡蒙古至上主義，來防止被漢化。例如他們提倡藏傳佛教高過於中原的佛教與道教，在政治上大量使用色目人，儒者的地位下降以及長時間沒有舉辦科舉。由於士大夫文化式微，意味宋朝的傳統社會秩序已經崩潰。這使得在士大夫文化低下，屬於中下層的庶民文化迅速的抬頭。這個現象在政治方面是重用胥吏，在藝術與文學方面則是發展以庶民為對象的戲劇與藝能，其中以元曲最為興盛。

### 思想
元朝的思想上也是兼收並用的，他們對各種思想幾乎一視同仁，都加以承認與提倡，「三教九流，莫不崇奉」。然而元廷在一定程度上尊重儒學，特別是於宋朝形成的理學，更是尊為官學，使得理學得以北傳。元仁宗初年恢復科舉，史稱延祐復科，在「明經」、「經疑」和「經義」的考試都規定用南宋儒者朱熹等人的注釋，影響後來明朝的科舉考試皆採用朱熹注釋。理學在元朝還有一些變化，南宋時期即有調和程朱理學的朱熹與心學的陸九齡等兩家學派的思想，元代理學家大多捨棄兩派其短而綜匯所長，最後「合會朱陸」成為元代理學的重要特點。當時有名的理學家有黃震、許衡與劉因與調和朱陸學的吳澄、鄭玉與趙偕。朱學的後繼者為了配合元帝的需求，更注重在程朱理學的倫理道德學說，其道德蒙昧主義的特徵日趨明顯。從而把注意力由學問思變的道問學轉向對道德實踐的尊德性的重視，這也促成朱、陸思想的合流。元代理學的發展，也為明朝朱學與陽明心學的崛起提供某些思想的開端。
江南統一後，元朝崇尚儒學的政策有新發展，漢蒙官員上書建議興舉和重視學校，於是元政府在推廣有關儒學教育政策的同時，亦更加注意優待和勉勵儒學。從元世祖到元世宗時期，元朝的重視、勉勵學改的政策已經完備。元成宗以後，這些政策基本上得到歷代皇帝的實行。例如為了維護儒學的正常運行，元世祖於至元二十五年下聖旨：「（江淮等處）仍禁約使臣人等勿得於廟學安下，非禮騷擾」，此後元政府兩次重申這一禁令，對元朝儒學教育的正常運作起到了保護作用。另外，元朝亦實行宋朝以來的學田政策，允許學校支配學田收入。元朝政府還將儒學推廣至邊遠地區，在雲南、兩廣、海南、西部地區如原西夏政權控制的範圍和原宋朝和吐蕃的邊境地區、北部和東北地區（岭北行省和遼陽行省）建立、推廣和發展儒學。元朝的統一對儒學教育向中國邊遠地區的擴散作出了推動作用，並且取得了明顯的成績。
由於元朝由蒙古人所統治，漢族士大夫基於異族統治的考量，在蒙元初期大多分成合作派與抵抗派。合作一派是華北儒者如耶律楚材、楊奐、郝經與許衡等人。他們主張與蒙古統治者和平共存，認為華、夷並非固定不變，如果夷而進於「中國」，則「中國」之。如果蒙古統治者有德行，也可以完全入主中原。他們提倡安定社會，保護百姓，將中華的典章制度帶進蒙元，以教感化蒙古人。另一派是江南南宋遺民的儒者如謝訪、鄭思肖、王應麟、胡三省、鄧牧、馬端臨等人。他們緬懷南宋故國，為了消極抵抗元廷，採取隱遁鄉里，終生不願意出仕的方式。並且以著述書籍為業，將思想化為書中主旨。到元朝後期，由於元仁宗實行延祐復科，恢復科舉，及第者都感謝天子的恩寵，紛紛願意為元廷解憂。元朝後期國勢大墜，政治腐敗、財政困難，使得當時士大夫如趙天麟、鄭介夫、張養皓與劉基等人紛紛提出各種政治主張，或從弊端中總結經驗教訓。他們大多提倡勤政愛民、廉潔公正、任用賢才等措施。元末民變的爆發使得南方有不少士大夫出於衛身、保鄉、勤王之目的，紛紛組織義兵護國，有些士大夫甚至捨身殉國。在明朝建立後，部分元朝遺老紛紛歸隱不出。

### 文學、史學與語文

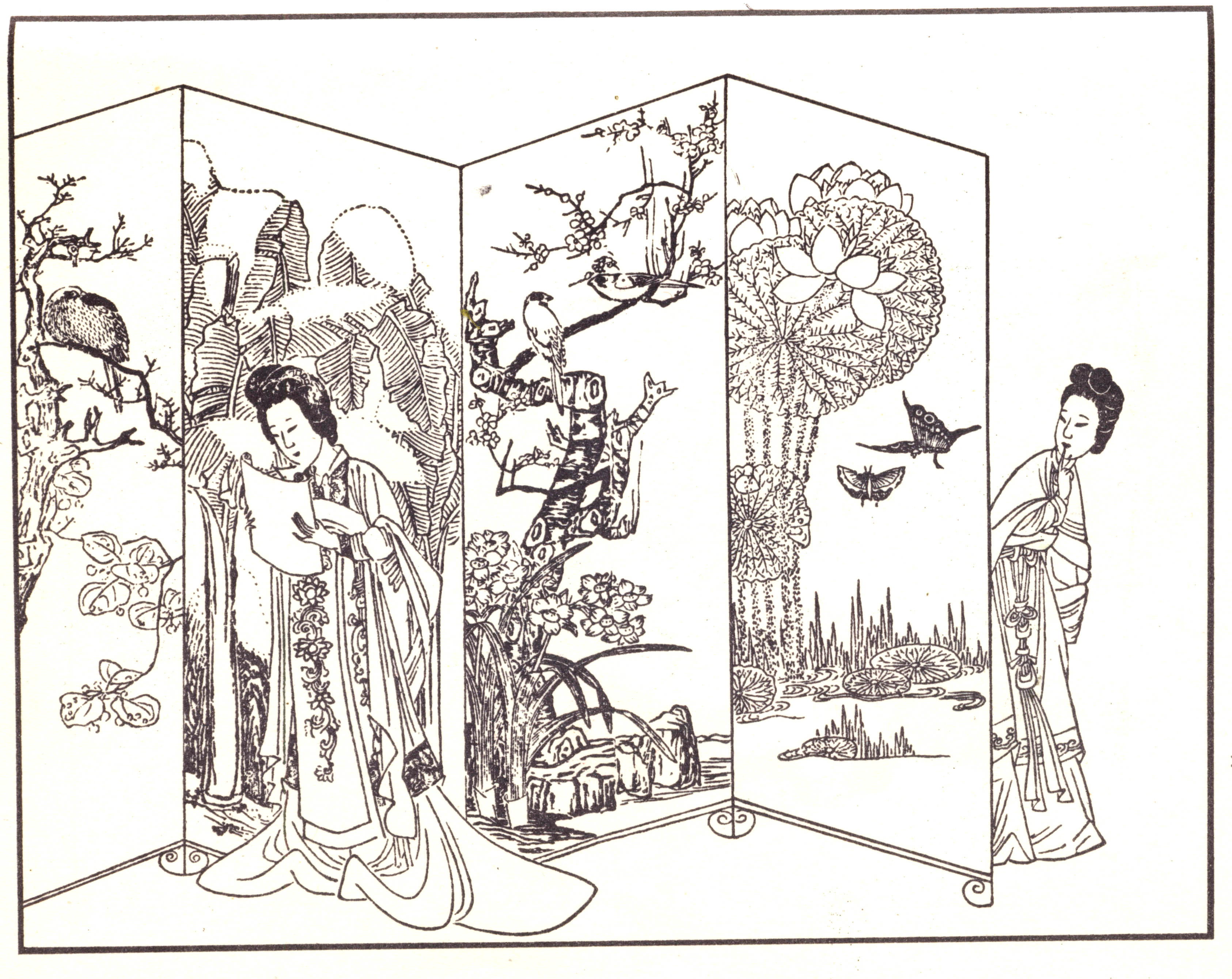
元雜劇的壓卷之作《西廂記》

元朝文學以元曲与小说為主，對於史學研究也十分興盛。相對的元朝的詩詞成就较少，内容比較贫乏，但文以虞集為長，詩以劉因為著。明朝王世贞说“元无文”，但叙事文學如戲曲、小说第一次有主導地位。元朝使華北誕生元曲，江南則出現以浙江為中心的文人階層，孕育出《三国演义》和《水浒传》等長篇小說，自由奔放的文人如杨维桢、倪瓚等人，在城市發放出市民文化的花朵。
元曲分成散曲與雜劇，散曲具有詩獨立生命，雜劇則具有戲劇的獨立生命。當時城市經濟興盛，元廷不重視中国文學與科舉，當時社會提倡歌舞戲曲作為大眾的娛樂品，這些都使宋、金以來的戲曲昇華為元曲。散曲是元代的新體詩，也是元代一種新的韻文形式，以抒情為主，主要給舞台上清唱的流行歌曲，可以單獨唱也可以融入歌劇內，與唐宋詩詞關係密切。；雜劇是元代的歌劇，產生於金末元初，發展和興盛於元代至元大德年間。根據《太和正音譜》中所記，大約有五百三十五本，創作十分巨大而輝煌。元朝后期，雜劇創作中心逐步南移，加強與溫州發揚的南戲的交流，到元末成為傳奇，明清時發展出崑劇和粵劇。当时散曲四大名家有关汉卿、马致远、张可久与乔吉，有名的《南呂‧一枝花》（《不伏老》）反映作者樂觀和頑強精神；《恁闌人》（《江夜》）追求文字技巧，脫離散曲特有風格；描寫景物的《水仙子》（《重觀瀑布》）雅俗兼備，以出奇制勝；其中描寫自然景物的曲子《天淨沙》（《秋思》）刻劃出一幅秋郊夕照圖，情景交融，色彩鮮明，被稱為「秋思之祖」。雜劇五大名家除了關漢卿與馬致遠之外，還有白樸、王實甫與鄭光祖，有名的作品有《竇娥冤》、《拜月亭》、《漢宮秋》、《梧桐雨》、《西廂記》與《倩女離魂》，主要表現社會與生活情況、歌頌歷史人物與事件，強調人物的情感。元曲的興盛，最後成为与漢賦、唐诗、宋词并称的中国优秀文学遗产。

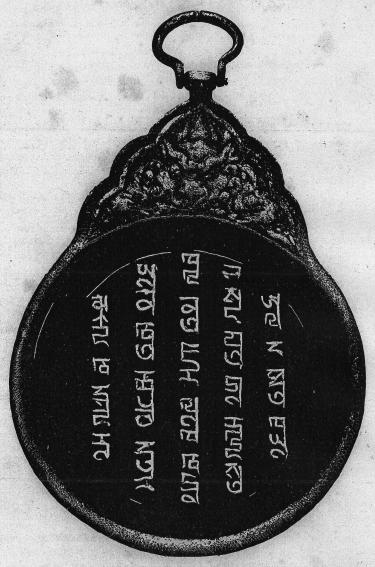
刻有八思巴文的令牌

元朝长篇小说源自戲曲說白的平話，這些話本最後寫成書的即是小說，以《三国演义》和《水浒传》最有名，與明朝的《西遊記》、清朝的《红楼梦
》合稱中國古典四大文学名著。《三国演义》的作者是羅貫中，敘述三國時期曹操、劉備與諸葛亮等人物，小說通篇精巧敘述謀略，雖與史實多有出入，仍譽之「中國謀略全書」；《水浒传》一般認為是施耐庵所著，而羅貫中負責整理。其內容講述梁山泊以宋江為首的綠林好漢，由被迫落草，發展壯大，直至受到朝廷招安。現存宋元平話共約八種，包括《大唐三藏取經詩話》。
元代的歷史研究也十分興盛。胡三省潛心研究歷史巨著《資治通鑑》，1286年《資治通鑒音注》全部成編，公認是對《資治通鑑》的注釋最佳者。馬端臨在歷史文獻的收集和整理方面有很深的造詣，著有《文獻通考》，記載上古至宋寧宗嘉定末年曆代典章制度的政書，十通之一。蘇天爵、歐陽玄、虞集與趙世延一同編寫的《经世大典》。脫脫主編，由歐陽玄等人編寫《遼史》、《宋史》與《金史》。元朝還有記述大蒙古國立國至窩闊台汗時期的《蒙古秘史》。
元朝的文字與語言方面，一般是通用蒙古語與漢語，然而一些说法认为入聲字最早被認為在元朝官話消失。文字通用漢文與蒙古的八思巴字。八思巴文是元世祖時由國師八思巴根據當時的吐蕃文字而制定的一種文字，用以取代標音不夠準確的粟特语蒙古文字。然而此時橫跨歐亞的蒙古帝國已經析為元朝和四大汗国：蒙古欽察汗國、察合台汗国、窝阔台汗国、伊儿汗国，因此八思巴文一直只有元朝採用，並主要用作為漢字標音符號。元朝滅亡後，仍然推行於北元，到了16世纪末期，蒙古高原的蒙古人受其他蒙古民族同化，轉而重新採用蒙古文字。

### 宗教
元朝與四大汗国（欽察汗國、察合台汗国、窝阔台汗国、伊儿汗国）橫跨歐亞大陸，幅員遼闊，其疆土內的种族也十分繁多，這些都使得元朝的宗教呈現多元化，各類佛教（含漢傳佛教與藏傳佛教）、道教、白蓮教等都取得了较大的发展；東西方的商旅、教士亦来往频繁，自西方傳來的伊斯兰教、基督教（含景教和天主教）與猶太教的影響力也逐漸增加。由于元朝对境内各种宗教基本採取自由放任的態度，對信仰宗教的問題採取兼容並包的政策，甚且優容禮遇之，這種环境自然有利於宗教的傳播與發展。元朝僧人有免税免役特权，致使一些不法之徒投机为僧，甚至干预诉讼，横行乡里，成为元代的一个社会问题。不过，元世祖曾在禮節上歧視伊斯蘭教，例如不尊重其宰羊方法，伊斯蘭教徒被逼吃死肉，此法令亦適用於基督教徒。元朝对宗教管制较为宽松，使得民间如白莲教、明教等藉此建立秘密组织，进行抗元起事。
各類佛教中以藏传佛教最為興盛. 藏传佛教約唐中期自吐蕃傳入唐朝，專以祈禱禁咒為事。漢傳佛教在唐武宗时遭受打擊，宋朝時只剩禪宗慢慢恢復，然敵不過道教與理學。藏传佛教中，薩迦派（花教）自窩闊台汗至元世祖期間逐漸获得蒙元朝廷的尊重。忽必烈早在攻擊吐蕃時即於薩迦派的喇嘛扮底達講和，而後扮底達的繼承人八思巴被元世祖奉為國師（後升為帝師），賜玉印，任中原法王，命統天下佛教，並兼任總制院（後改名為宣政院）使來管理吐蕃（今西藏）事務，這是以宗教領袖統治西藏地區之始。八思巴還為元朝建立八思巴文。藏传佛教在元朝皇帝的推崇下，在社會與政治上均有極高的地位。諸位元朝皇帝均受藏传佛教的戒律，藏传佛教也逐漸推廣到蒙古各部。然而皇室用於佛事之錢要占國家財政支出一半（皇帝即位前要灌顶），寺院也擁有龐大的產業，部分喇嘛也驕縱不法，危害社會。例如元世祖時，江南佛教總統喇嘛楊璉真珈喜好掘墓，曾挖掘宋朝諸陵與諸大臣墳墓百餘所；包庇平民不輸租賦者，達兩萬三千戶，其餘如奪人產業，姦污婦女等類之事，更為常見。
道教自宋朝即十分興盛，金朝與南宋時期即有全真教、太一教與大道教三派。全真教由王喆創立，主張修孝僅存一之德，然後學道。成吉思汗於西征時邀请全真教道士丘处机西行中亞，十分禮遇他，並且他掌管天下道教。丘處機後來與其弟子李志常寫成《長春真人西遊記》一書，具有重要的史料價值。大道教主張苦節危行，不妄取於人，不苟奢於自，從創教教主劉德仁五傳至酈希誠，被蒙哥冊封為太玄真人，掌管教務。太一教以傳授太一三元法籙之術為主，從創教教主蕭抱珍五傳至李居壽時，元世祖興建太一宮，並讓他居之，獲得太一掌教宗師印。然而元朝以藏传佛教為國教，元世祖曾命燒去一些「捏合不實」的道經如《老子化胡經》等，然而仍然冊封各派宗師以安撫之。
元朝的基督教（即天主教）稱為也里可溫教，唐朝時基督教的分支景教（聶斯脫里派）因唐武宗的禁止而式微，到元朝時基督教再度傳入中國。當蒙古人數度西征時，歐洲频繁发动数次十字軍東征，征伐西亞的伊斯蘭教徒，因此歐洲人有意和蒙古結盟，共抗伊斯蘭教徒。貴由汗時，教宗曾派使者到和林見貴由汗；元世祖時聖座又派方濟各會教主由海道抵大都，元世祖同意其傳教，而景教教徒分布在揚州、杭州、鎮江與泉州等地，最後分布到華北、西北與西南。然而基督教時常與佛道兩教衝突，方聶兩派也自相牽制。元朝晚期，教宗有意派主教來華整頓教務，然而主事者漠不關心，元朝滅亡後東西交通斷絕，基督教再度式微。猶太教稱為術忽或主吾，犹太人大多定居開封、杭州、大都與和林等城市。由於猶太商人擅長理財，元廷視為財政來源之一。
元朝的伊斯兰教（又稱回教）稱為木速蠻教，也是於唐武宗後式微於中國，而後流行於西域中亞各國如畏吾兒、花剌子模等國。成吉思汗西征時降服許多西域回教國家，使得伊斯兰教徒仕於蒙古朝廷甚多。由於色目人（即西域各族）擅長理財，元世祖統一中國後更任用色目人，給予極大的權力。這些都使得伊斯蘭教盛行於中國西部、雲南地區等，部分色目商人也有定居於沿海廣州、泉州、杭州與揚州等地區，漸漸形成大分散、小集中的特色，幾乎覆蓋全國。1357年至1366年間更在福建發生色目軍亂，史稱亦思巴奚兵亂。當時蒙古王公大臣也有信奉伊斯蘭教，其中安西王阿難答更是虔誠的伊斯蘭教徒。他於元成宗駕崩後擔任監國，並且很有機會繼承為皇帝。如果他擔任皇帝，可能使元朝國教改為伊斯蘭教。

### 藝術
元朝經濟發達，城市文化興起，又因為交通發達，東西文化交流，使得元朝藝術呈現多元化。繪畫方面，文人畫成為主流，著重個人及書法表現，風格與元代強調裝飾的宮廷繪畫迥然不同。元初趙孟頫、高克恭等人提倡復古，回歸唐朝和北宋的風格，並且將書法入畫，創造出重氣韻、輕格律，注重主觀抒情的元畫風格。元朝中晚期以黃公望、王蒙、倪瓚、吳鎮等元代四大家為主，其中又以黄公望为冠。他們寄託清高人格的理念於繪畫上，以隱逸山水與梅、蘭、竹、菊、松、石等為象徵。黃公望創始「淺降山水」，先以水墨鉤勒皴染為基礎，加上以赭石為主色的淡彩山水畫。由於元人以較乾的筆法在紙上作畫，這不同於宋人繪於絹上。山水畫除了皴法以外，增多擦的效果，猶如中國書法一樣。為了使畫面的上方可以題上詩句，所以故意留出一角，題上自己作的詩句，使詩、書、畫三者合成一體，影響明清國畫至今。元代的花鳥，以錢選最為有名，他學習宋人趙昌的畫風，具有宋人厚重典雅的趣味。其他如趙孟、趙雍、陳琳與劉貫道等均以兼善花鳥出名。

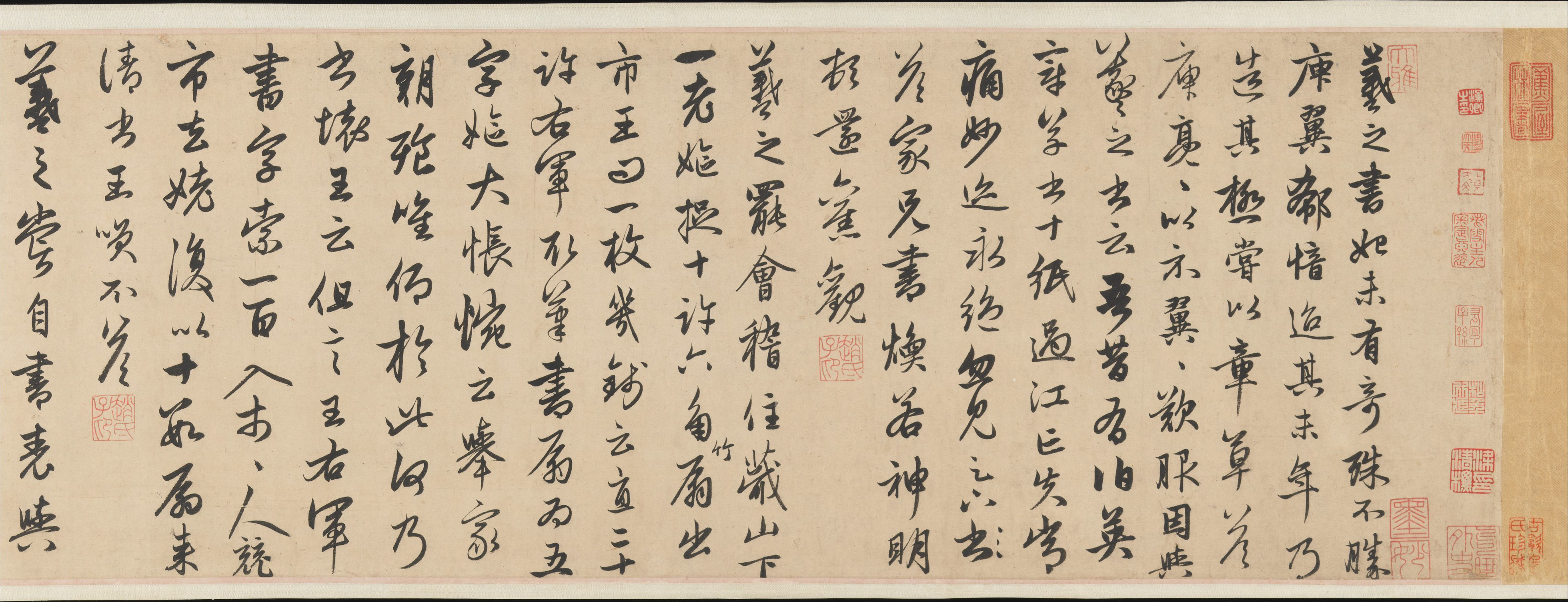
元代书法大家赵孟頫的《行書右軍四事》（局部）

元朝書法的核心人物是趙孟頫，他的書法深受東晉書法家王羲之的影響，所創立的楷書趙體與唐楷之歐體、顏體與柳體並稱四體，成為後代規摹的主要書體，表現為“溫潤閒雅”“秀研飄逸“的風格面貌。審美觀趨向飄逸的超然之態獲得一種精神解脫有一定聯繫。鲜于枢与赵孟頫齐名，但影响略小，尤其擅长行、草书。与他们同时代的书法家邓文原则擅长章草，是研习这种古书体不多见的名家之一。康里巙巙稍晚于赵孟頫，也以草书名世，是少数民族书法家的代表人物。 　
元朝的工艺美术十分发达，在传统的工艺美术上吸收了藏族等其他民族文化，对元代工艺美术带来了新的发展。官办手工业人材荟萃，技艺精湛，生产出了大量高级手工艺品和消费品，最明显的如陶瓷工艺、织绣工艺等。元朝瓷器及漆器等實用藝術常有創新。元朝是景德镇真正驰名的时期，最著名的瓷器即为青花瓷和釉里红。受到中東文化影響，瓷器有豐富的藍白色裝飾，中東商人也會訂製大量的龍泉青瓷。元朝也完成許多佛教雕刻，其中，密宗多手佛像顯示蒙古人對尼泊爾、西藏地區藏传佛教藝術的愛好。銀器工藝家朱碧山知名的銀器的雕造技術也是在此時發展。此外元代也製作生產雕漆工藝品。

### 科技

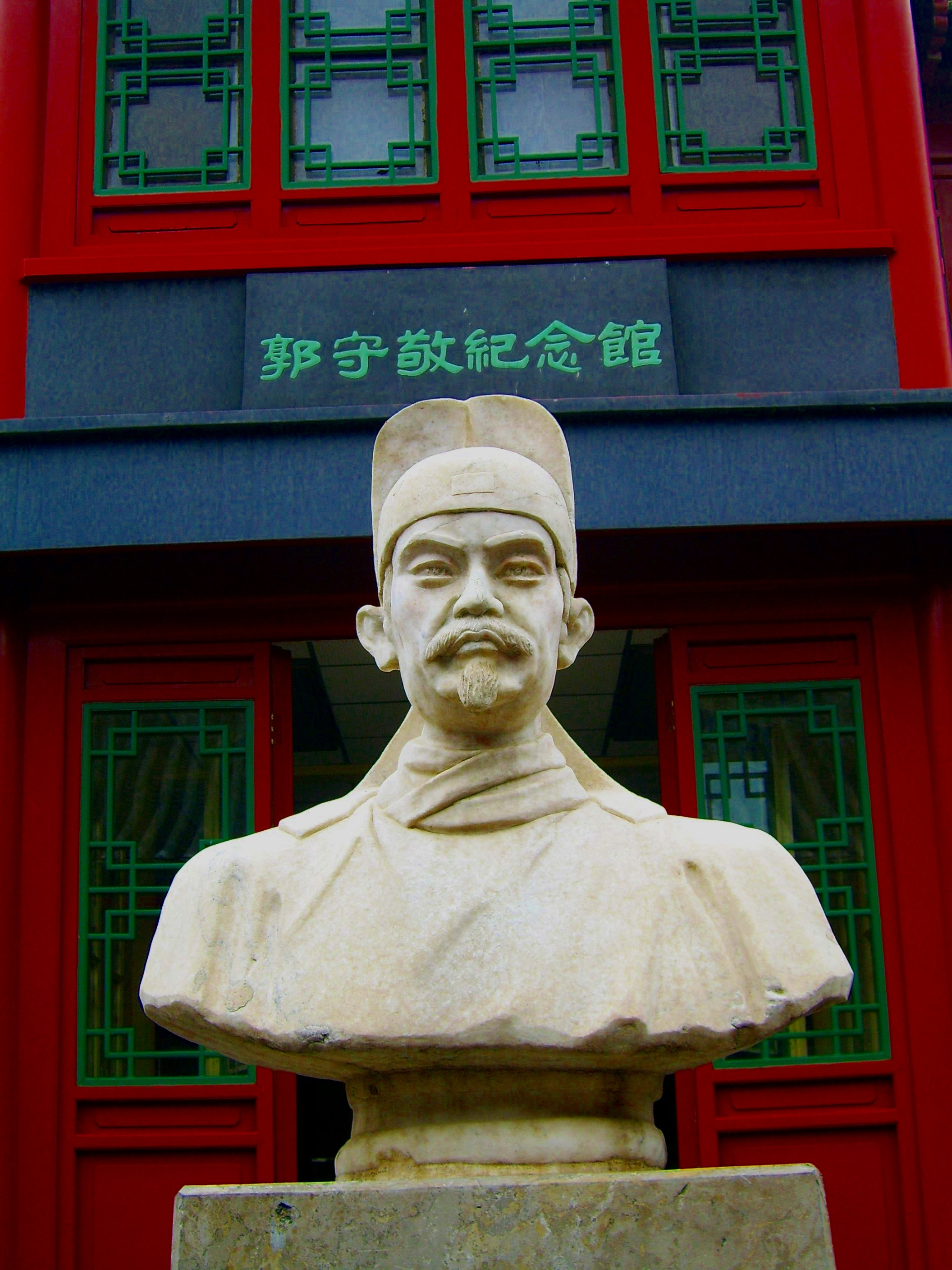
北京郭守敬纪念馆的郭守敬雕像

由於元朝朝廷與社會提倡思想多元，經濟發達提供可靠的物質保證，交通發達與中外交往空前活躍又為吸收世界各地科技創造條件，使得科学技术有很高的成就，主要表現在天文歷法、數學、農牧業、醫藥學與地理學等方面。中國古代的發明印刷術及火藥等出現了印刷活字盤與火銃等技術，西傳西方後促進歐洲國家的進步。波斯、阿拉伯素稱發達的天文、醫學等成就，也在元朝被大量傳至中國。由於東西貿易的興旺，西域的玉石、紡織品、食品及珍禽異獸等也源源不斷輸入中國。中外的科技交流，促進了各自的科技進步，元朝正好為這種交流提供了比以前歷代都優越的條件。
元朝在天文歷法方面十分發達，元世祖邀請阿拉伯的天文學家來華，吸收了阿拉伯天文學的技術，並且先後在上都、大都、登封等處興建天文臺與回回司天臺，設立了遠達極北南海的27處天文觀測站，在測定黃道和恒星觀測方面取得了遠超前代的突出成就。元朝有名的天文學家有郭守敬、王恂、耶律楚材、紮馬魯丁等人。耶律楚材曾編訂有《西征庚午元歷》，1267年扎马鲁丁撰进《万年历》，郭守敬等人修改曆法，以近世截元法主持編訂了《授時歷》，《授時歷》於1280年頒行，延用了400多年，是人類歷法史上的一大進步。扎马鲁丁與後來的郭守敬研制出了簡儀、仰儀、圭表、景符、闚幾、正方案、候極儀、立運儀、證理儀、定時儀、日月食儀等十幾種天文儀器，當時在天文台裡工作的还有阿拉伯天文学家可马剌丁、苫思丁等人。回回司天台一直存在到元末明初，仍由回回司天监黑的儿、阿都剌、司天监丞迭里月实等修定历数。元朝數學湧現出了一批傑出數學家及其著作。如李冶及其《測圓海鏡》、《益古演段》；朱世傑及其《算學啟蒙》、《四元玉鑒》；李冶提出的天元術（即立方程的方法）及朱世傑提出的四元術（即多元高次聯立方程的解法），是具有世界性影響的新成就。算盤在元代也初具規模。

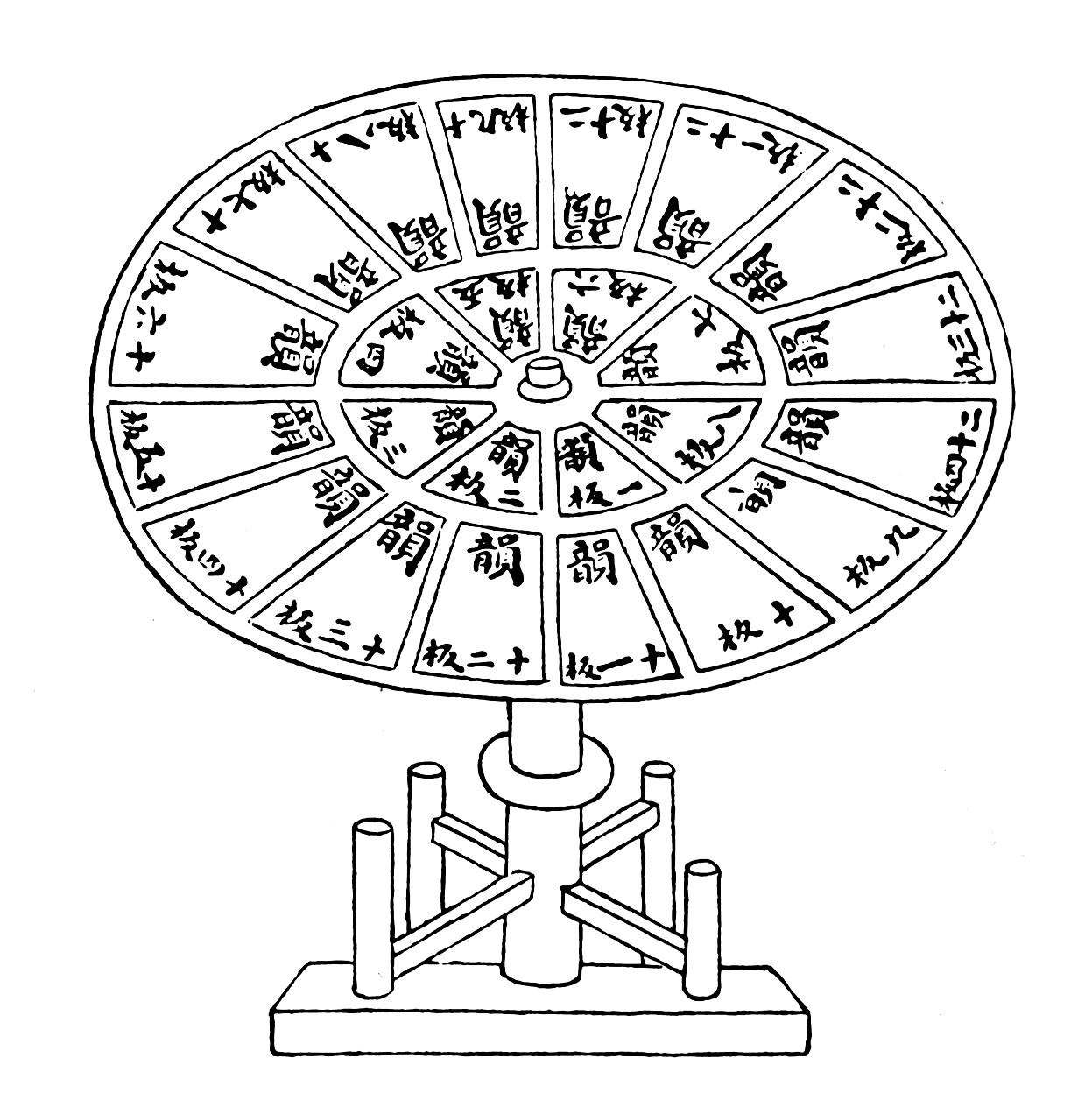
元朝王禎著作《王禎農書》裡所繪的印刷活字盤

元代的農業技術主要可見於《農桑輯要》、《王禎農書》與《農桑衣食撮要》等三部書。《農桑輯要》由元廷主持編纂，全書分七卷十篇，對元及其以前的作物栽培、牲畜飼養做了總結，並保存了大量古農書資料，對推廣農牧業技術，指導農牧業生產有重要作用。《農書》為著名農學家王禎所著，全書分“農桑通訣”、“百谷譜”、“農器圖譜”三大部分，总结了古代的农业生产经验，又介绍了当时的新技术，是继北魏贾思勰的《齐民要术》之后又一部重要的农业科学著作。王禎認為要不違農時、適時播種、因地制宜、及時施肥、興修水利才是取得農業豐收的保證，其中關於棉桑種植具有現實意義。《農桑衣食撮要》為魯明善所著，此書重在實用，按月記載農事活動，特別還涉及到遊牧生產，可補《農桑輯要》及其它古農書之不足。
醫藥學方面，史稱金元四大家中有兩位生活在蒙元時期。李杲師承張元素，強調補脾胃，創立了“補土派”，著有《脾胃論》、《傷寒會要》等。朱震亨拜羅知悌為師，發展劉完素火熱學說，主張以補陰為主，多用滋陰降火之劑，後人稱其為“滋陰派”，著有《格致余論》、《局方發揮》、《傷寒辨疑》等書。外科骨傷科方面成就更為突出，危亦林在麻醉與骨折復位手術上有創新。薩德彌實的《瑞竹堂經驗方》很註意北方的寒冷氣候及蒙古族遊牧生活實際，有不少治療骨傷及風寒濕痹的方劑，有的時至今日仍為醫家所使用。元廷太醫忽思慧的《飲膳正要》反映了當時國內各少數民族及中外人民的飲食文化交流。
地理學方面《元一統誌》的編纂、河源的探索、《輿地圖》的問世及大批遊記類著作的出版是其主要成就。《元一統誌》由政府主持，紮馬魯丁、虞應龍具體負責。該書對全國各路府州縣的建置沿革、城郭鄉鎮、山川裏至、土產風俗、古跡人物均有詳細描述，具有較高史料價值。1280年元世祖命女真人都實探求黃河河源，認為星宿海（火敦腦兒）即河源，比較接近實際。潘昂霄還據此撰成《河源誌》。道士朱思本考察了今華北、華東、中南等廣大地區地理形勢，參閱《元一統誌》等地理學著作，以“計裏劃方”法，繪制成《輿地圖》，成為元朝地理學及中國地圖史上劃時代的人物。遊記類地理學著作有耶律楚材《西遊錄》，李志常整理的《長春真人西遊記》，周達觀《真臘風土記》，汪大淵《島夷誌略》等，對元朝國內外的地理地貌、風土人情、貿易來往等頗多描繪。

## 交通

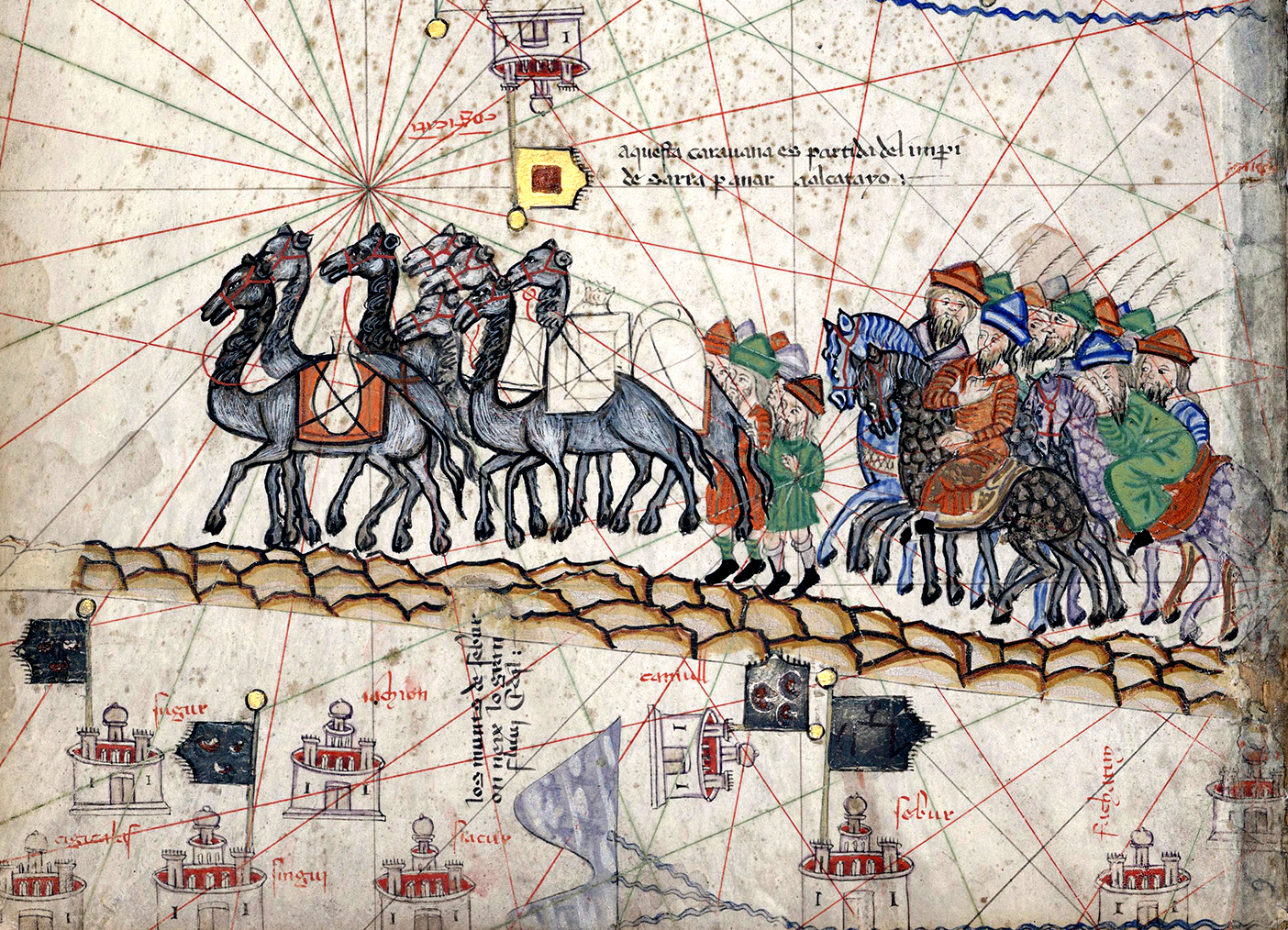
草原上的馬可波羅一行人

元代水陸交通的發達，使中外交往範圍空前擴大。當時，東西方使臣、商旅的往來非常方便。元人形容說：“適千里者如在戶庭，之萬里者如出鄰家。”同時代的歐洲商人也說，從裏海沿岸城市到中國各地，沿途十分安全。這對發展中外各國之間，國內各民族之間的科技文化交流是十分有利的。元朝與中亞、西亞地區的蒙古势力保持著來往關係，东西方海运及陆路交通十分畅通，使得西方与元朝中国的交往更加频繁，技术交流更加迅速。其中主要分陸路和水路兩部分。
陸路有發達的驛道，主要遞送朝廷、郡縣的文書。早在成吉思汗時代，就在西域地區新添了許多驛站。著名的長春真人丘處機在興都庫什山覲見成吉思汗時，即曾經過這些驛站。元世祖忽必烈統一中原後，在遼闊的國土上，建立了嚴密的驛傳制度（蒙古語“站赤”），使郵驛通信十分有效地發揮效能。元朝的驛路分為三種：一稱帖里幹道，蒙古語意為車道；二稱木憐道，蒙語意為馬道；三為納憐道，蒙語意為小道。從地區講，帖裏幹和木憐道，多用於嶺北至上都、大都間的郵驛；納憐道僅用於西北軍務，大部分驛站在今甘肅省境內，所以亦稱“甘肅納憐驛”。驛道國內可達吐蕃、大理、天山南北路、蒙古草原，國外遠及波斯、敘利亞、俄羅斯及歐洲其它地區。
水路主要指河運和海運。元代在河運方面鑿通了南起鎮江、北達大都的大運河，其中從鎮江至杭州的江南運河段，從淮安經揚州入長江的揚州運河段，大體是隋代運河舊道。元世祖忽必烈以郭守時擔任都水監，負責修治元大都至通州的運河（其后被忽必烈命名通惠河），再加上修建濟州河、會通河等其它幾項重大工程，這使得連接大都至杭州的京杭大運河全線貫通。海運方面，当時元朝的船只已经航行于印度洋各地，包括锡兰（今斯里兰卡）、印度、波斯湾和阿拉伯半岛，甚至达到非洲的索马里亞。威尼斯人馬可·波羅在忽必烈時期隨從他的父親和叔叔來到中國，在其口述並由魯斯蒂謙記錄的《馬可·波羅遊記》中描繪出元朝中國的繁華景象。

## 社會
元代社會因思想多元化、商業經濟發達與交通便利，使得元帝國的強盛，是東亞地區的富裕大國，在歐洲人馬可波羅的遊記中，可以看出當時的盛況。隨著理學影響的下降，長期以來壓在人們心頭的封建禮教的磐石隨之鬆動，下層人民和青年男女，蔑視禮教違反封建倫理的舉動越來越多，以至王惲對宣揚禮教的做法，發出了「終無分寸之效者，徒具虛名而已」的慨嘆。孔齊言道：「浙間婦女，雖有夫在，亦如無夫，有子亦如無子，非理處事，習以成風。」。在此說明元朝社會的價值觀念在變化，說明元代文學作品出現眾多違背封建禮教的人物，有著廣泛的社會基礎。
由於元帝對科舉的輕忽，使得大批文化人失去了優越的社會地位和政治上的前途，從而也就擺脫了對政權的依附。他們作為社會的普通成員而存在，通過向社會出賣自己的智力創造謀取生活資料，因而既加強了個人的獨立意識，也加強了同一般民眾尤其是市民階層的聯繫，他們的人生觀念、審美情趣，由此發生了與以往所謂「士人」明顯不同的變化。至於蒙古族的生活方式，原本純粹是游牧民族，逐水草而居。早期社會中的婚姻以外婚、仇家禁婚、無倫理上限制為主。他們有傳統的婚禮習俗，但在統一中國後，由於蒙漢通婚，以及漢化的影響，部分也採漢禮。

## 君主年表
| 大蒙古國 1206年－1260年 |                         |                                                   |                            |                |                                         |                                                                         |
| 肖像 | 追谥廟號                | 追谥謚號                                          | 尊號（汗号）               | 蒙古名         | 在位時間                                |                                                                         |
| | 烈祖 （元世祖追谥）     | 神元皇帝 （元世祖追谥）                           | （蒙語）把阿秃儿           | 也速該         |                                         |                                                                         |
| | 太祖 （元世祖追谥）     | 法天启运圣武皇帝 （元世祖追谥，元武宗加谥）       | （蒙語）成吉思汗           | 铁木真         | 1206年－1227年                          |                                                                         |
| | 睿宗監國 （元世祖追谥） | 仁圣景襄皇帝 （元世祖追谥，元武宗加谥）           | （蒙語）也可那颜           | 拖雷           | 摄政 1227年－1229年                     |                                                                         |
| | 太宗 （元世祖追谥）     | 英文皇帝 （元世祖追谥）                           | （蒙語）木亦堅汗           | 窝阔台         | 1229年－1241年                          |                                                                         |
| | 稱制                    | 昭慈皇后 （元世祖追谥）                           |                            | 脱列哥那       | 摄政 1242年－1246年                     |                                                                         |
| | 定宗 （元世祖追谥）     | 简平皇帝 （元世祖追谥）                           |                            | 贵由           | 1246年－1248年                          |                                                                         |
| | 稱制                    | 钦淑皇后 （元世祖追谥）                           |                            | 海迷失         | 摄政 1248年－1251年                     |                                                                         |
| | 宪宗 （元世祖追谥）     | 桓肃皇帝 （元世祖追谥）                           |                            | 蒙哥           | 1251年－1259年                          |                                                                         |
| 蒙古帝国分裂 |                         |                                                   |                            |                |                                         |                                                                         |
| 肖像 | 廟號                    | 謚號                                              | 尊號                       | 名             | 在位時間                                | 年號                                                                    |
| |                         |                                                   |                            | 阿里不哥       | 1260年－1264年                          |                                                                         |
| | 世祖                    | 圣德神功文武皇帝                                  | 宪天述道仁文义武大光孝皇帝 | 忽必烈         | 1260年－1271年                          | 中统 1260年－1264年 至元 1264年－1294年                                 |
| （蒙語）薛禪可汗 | 世祖                    |                                                   | 宪天述道仁文义武大光孝皇帝 | 忽必烈         | 1260年－1271年                          | 中统 1260年－1264年 至元 1264年－1294年                                 |
| 元朝 1271年－1368年 |                         |                                                   |                            |                |                                         |                                                                         |
| 肖像 | 庙号                    | 谥号                                              | 尊号                       | 名字           | 在位时间                                | 年号                                                                    |
| | 世祖                    | 圣德神功文武皇帝                                  | 宪天述道仁文义武大光孝皇帝 | 忽必烈         | 1271年－1294年                          | 至元 1264年－1294年                                                     |
| （蒙語）薛禪可汗 | 世祖                    |                                                   | 宪天述道仁文义武大光孝皇帝 | 忽必烈         | 1271年－1294年                          | 至元 1264年－1294年                                                     |
| | 成宗                    | 钦明广孝皇帝                                      |                            | 铁穆耳         | 1294年－1307年                          | 元贞 1295年－1297年 大德 1297年－1307年                                 |
| （蒙語）完泽笃可汗 | 成宗                    |                                                   |                            | 铁穆耳         | 1294年－1307年                          | 元贞 1295年－1297年 大德 1297年－1307年                                 |
| | 武宗                    | 仁惠宣孝皇帝                                      | 统天继圣钦文英武大章孝皇帝 | 海山           | 1307年－1311年                          | 至大 1308年－1311年                                                     |
| （蒙語）曲律可汗 | 武宗                    |                                                   | 统天继圣钦文英武大章孝皇帝 | 海山           | 1307年－1311年                          | 至大 1308年－1311年                                                     |
| | 仁宗                    | 圣文钦孝皇帝                                      |                            | 爱育黎拔力八达 | 1311年－1320年                          | 皇庆 1312年－1313年 延祐 1314年－1320年                                 |
| （蒙語）普颜笃可汗 | 仁宗                    |                                                   |                            | 爱育黎拔力八达 | 1311年－1320年                          | 皇庆 1312年－1313年 延祐 1314年－1320年                                 |
| | 英宗                    | 睿圣文孝皇帝                                      | 继天体道敬文仁武大昭孝皇帝 | 硕德八剌       | 1320年－1323年                          | 至治 1321年－1323年                                                     |
| （蒙語）格坚可汗 | 英宗                    |                                                   | 继天体道敬文仁武大昭孝皇帝 | 硕德八剌       | 1320年－1323年                          | 至治 1321年－1323年                                                     |
| | 史家稱元泰定帝          |                                                   |                            | 也孙铁木儿     | 1323年－1328年                          | 泰定 1324年－1328年 致和 1328年                                         |
| | 史家稱元天顺帝          |                                                   |                            | 阿剌吉八       | 1328年                                  | 天顺 1328年                                                             |
| | 文宗                    | 圣明元孝皇帝                                      | 钦天统圣至德诚功大文孝皇帝 | 图帖睦尔       | 1328年－1329年                          | 天历 1328年－1329年                                                     |
| （蒙語）札牙笃可汗 | 文宗                    | 1329年－1332年                                    | 钦天统圣至德诚功大文孝皇帝 | 图帖睦尔       | 天历 1329年－1330年 至顺 1330年－1332年 |                                                                         |
| | 明宗                    | 翼献景孝皇帝                                      | 顺天立道睿文智武大圣孝皇帝 | 和世琜         | 1329年                                  | 天历 1329年                                                             |
| （蒙語）忽都笃可汗 | 明宗                    |                                                   | 顺天立道睿文智武大圣孝皇帝 | 和世琜         | 1329年                                  | 天历 1329年                                                             |
| | 宁宗                    | 冲圣嗣孝皇帝                                      |                            | 懿璘质班       | 1332年                                  | 至顺 1332年                                                             |
| | 惠宗                    | 顺皇帝 （明朝明太祖諡）                           |                            | 妥懽帖睦尔     | 1333年－1368年                          | 至顺 1333年 元统 1333年－1335年 至元 1335年－1340年 至正 1341年－1370年 |
| （蒙語）烏哈噶圖汗 | 惠宗                    |                                                   |                            | 妥懽帖睦尔     | 1333年－1368年                          | 至顺 1333年 元统 1333年－1335年 至元 1335年－1340年 至正 1341年－1370年 |
| 北元 1368年－1388年 |                         |                                                   |                            |                |                                         |                                                                         |
| 肖像 | 庙号                    | 谥号                                              | 尊号                       | 名字           | 在位时间                                | 年号                                                                    |
| | 惠宗                    | 宣仁普孝皇帝 （北元昭宗諡） 顺皇帝 （明朝太祖諡） |                            | 妥懽帖睦尔     | 1368年－1370年                          | 至正 1341年－1370年                                                     |
| （蒙語）烏哈噶圖汗 | 惠宗                    |                                                   |                            | 妥懽帖睦尔     | 1368年－1370年                          | 至正 1341年－1370年                                                     |
| | 昭宗                    | 無諡號 （蒙語）必里克圖汗                         |                            | 愛猷識理達臘   | 1370年－1378年                          | 宣光 1371年－1379年                                                     |
| | 无，一说为益宗          | （蒙語）烏薩哈爾汗                                |                            | 脫古思帖木兒   | 1378年－1388年                          | 天元 1379年－1388年                                                     |
| 北元的相關資料比較匱乏，目前史學研究以漢文、蒙古文與波斯文史料互相對照分析，本文以〈關於北元汗系〉與〈15世纪中叶前的北元可汗世系及政局〉等為主，參考《新元史》、《欽定蒙古源流》、無名氏《黃金史纲》、羅卜藏丹津《蒙古黃金史》等元史資料而成。传统上《明史》记载的内容与波斯文和蒙古文史书内容差异较大，综合各种史料应将北元截止时间视为忽必烈系的脱古思帖木儿被阿里不哥后裔也速迭兒击败之时。 |                         |                                                   |                            |                |                                         |                                                                         |

## 参見
- 中國歷史
- 中國歷史年表
- 元明清歷史年表
- 元朝皇后及妃嬪列表
- 元朝君主子女列表
- 元朝公主列表
- 元朝藩王列表
- 元朝伯爵、子爵、男爵列表
- 元朝三公列表
- 征服王朝
- 元清非中國論
- 蒙古族
- 蒙古帝國
- 北元
- 韃靼、瓦剌
- 明代蒙古
- 元代自然灾害：1290年直隶地震、洪洞赵城地震